# Червінський Роман Григорович
Твердження про те, що стаття є автобіографією і редагується фігурантом статті, нічим не підтверджене. Шаблон, розміщений адміністратором, вказує на неіснуючу сторінку.
Про те, що стаття має суспільний інтерес, свідчить галерея в розділі "Суспільна підтримка Романа Червінського
".
Роман Григорович Червінський (нар. 2 грудня 1974) — український військовий, контррозвідник, полковник СБУ, колишній начальник 5-го управління Департаменту контррозвідки СБУ, куратор і керівник спецоперації «Авеню», колишній в. о. командира військової частини ССО. 
Був переведений до ССО керівником підрозділу, перебував на посадах заступника командира військової частини та в.о. командира військової частини. Наразі перебуває в роспорядженні командування ССО ЗСУ.

## Операції за участю Червінського
За даними Червінського, він причетний до ліквідації воєнних злочинців «Мотороли» (2016) та «Гіві» (2017). Брав участь у виманюванні одіозної танкістки «ДНР» під позивним «Ветерок» (2019).
Захоплення причетного до збиття Boeing 777 поблизу Донецька проросійського бойовика Володимира Цемаха (2019).
Операція «Авеню» або «Вагнергейт» (2019).
Операція з розшуку та арешту Дениса Куликовського ("Палича") - головного ката донецької катівні "Ізоляція".
Спецоперація із захоплення літака повітряно-космічних сил РФ, що проводилася з ініціативи СБУ, та привела до втрат у ЗСУ (2022).
Згідно з публікацією The Washington Post, Червінський міг координувати атаку на Північний потік, а саме керувати логістикою та підтримкою команди з шести осіб, яка орендувала вітрильник та використовувала водолазне обладнання для розміщення вибухівки. 26 вересня 2022 року три вибухи спричинили масові витоки на трубопроводах Північний потік-1 і Північний потік-2, які йдуть з Росії до Німеччини по дну Балтійського моря. У статті стверджується, що операція розроблена так, щоб Зеленський про неї не знав, а усі, хто був залучений до планування та виконання, підпорядковувалися безпосередньо Залужному. Червінський заперечив причетність до саботажу трубопроводів.

## Розслідування

### 2023 рік

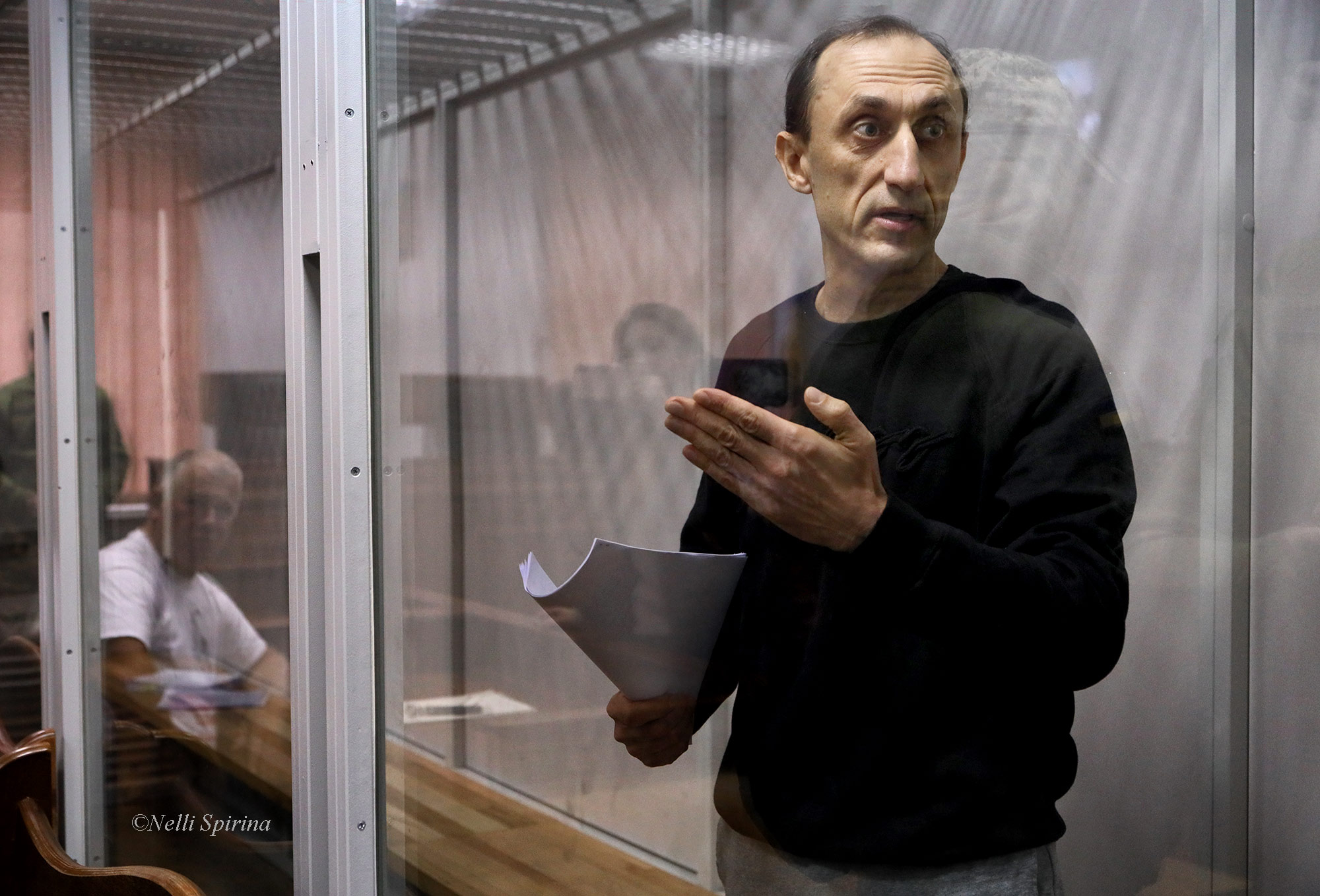
Роман Червінський у Шевченківсьому суді Києва. 10.10.2023.

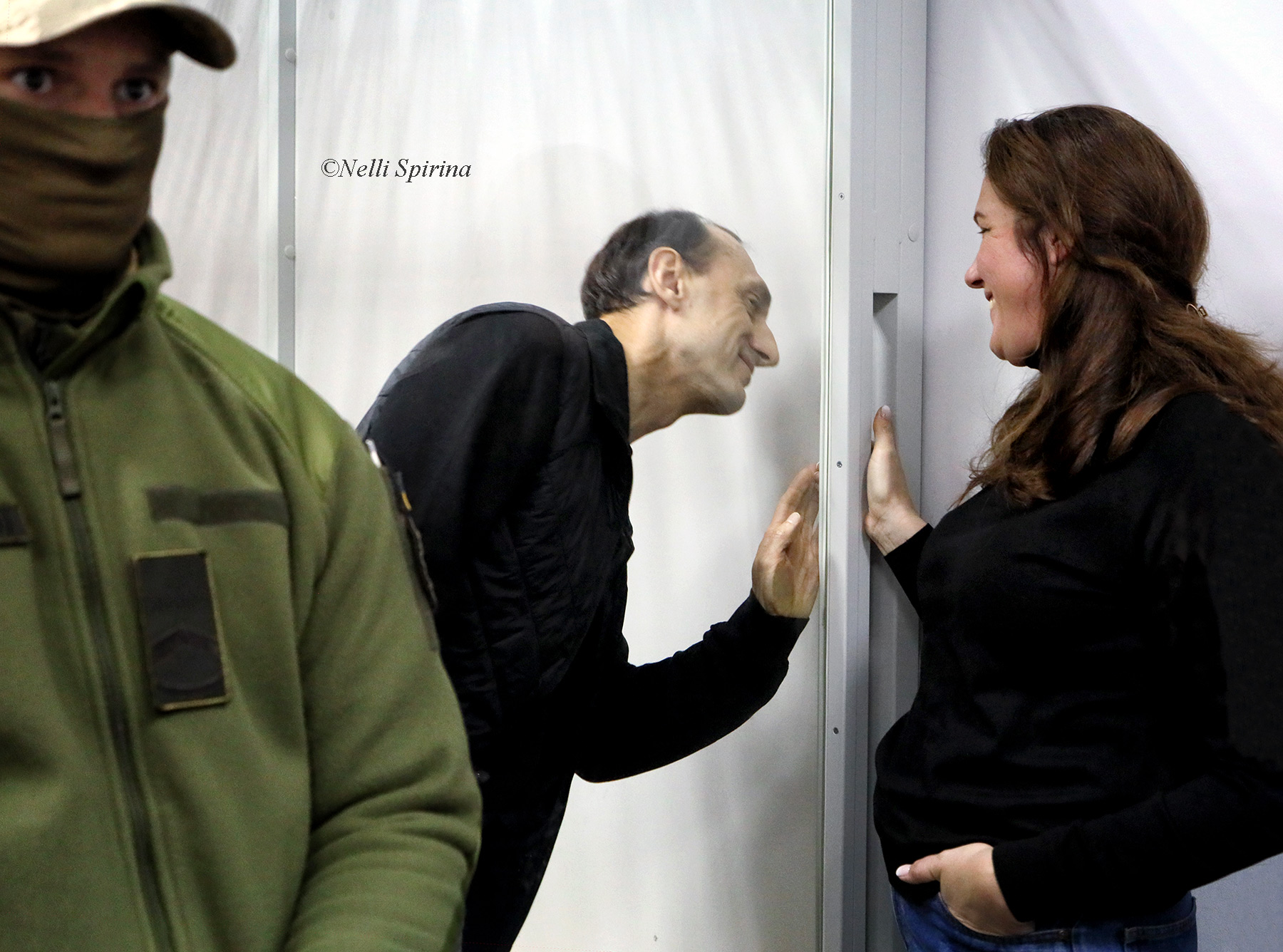
Побачення Романа Червінського з дружиною Олею у Шевченківському суді Києва. 16.10.2023.

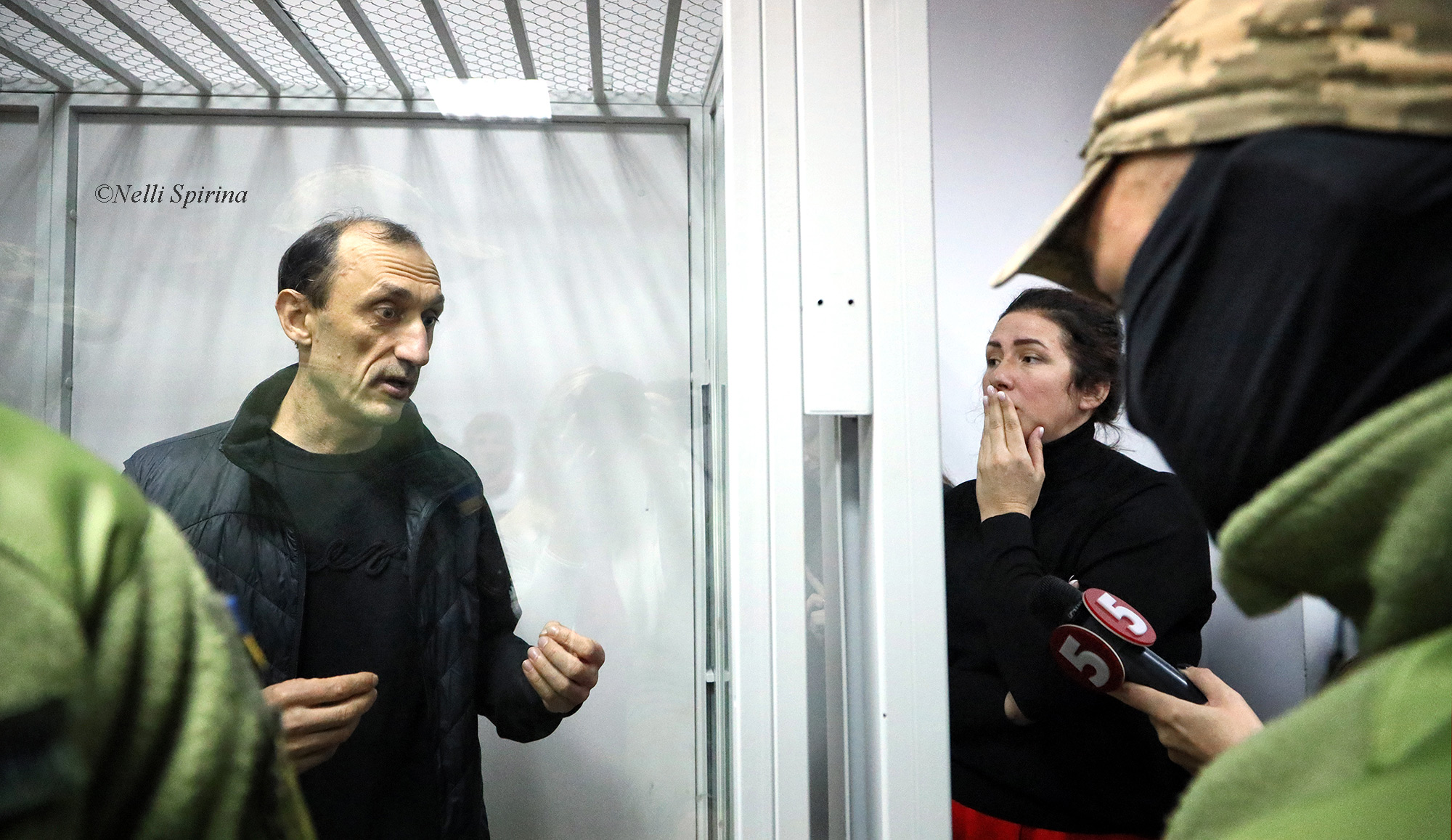
Роман Червінський дає інтерв'ю у Шевченківському суді Києва. 18.10.2023.

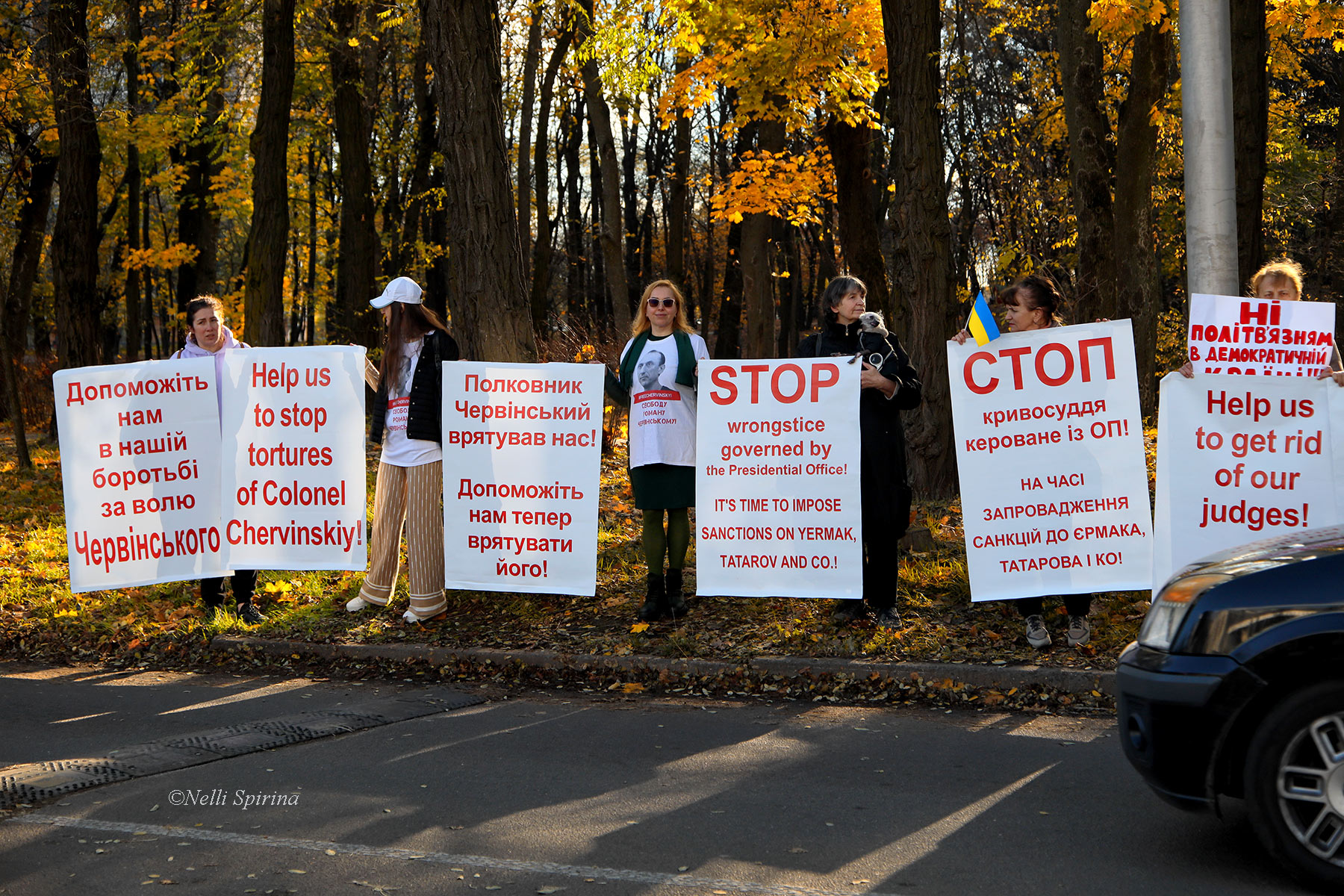
Акція на підтримку Червінського біля посольства США. 2.11.2023.

24 квітня 2023 року СБУ затримала Червінського за підозрами в перевищенні службових повноважень (ч. 5 ст. 426-1 ККУ). 
25 квітня йому призначили арешт на два місяці без застави. 
19 червня Шевченківський суд Києва продовжив арешт на місяць. 
18 липня Шевченківський суд Києва продовжив арешт на два місяці. 
7 грудня 2023 року Київський апеляційний суд залишив Червінського на два місяці під вартою без зміни запобіжного заходу, до 10 лютого 2024 року.

### 2024 рік

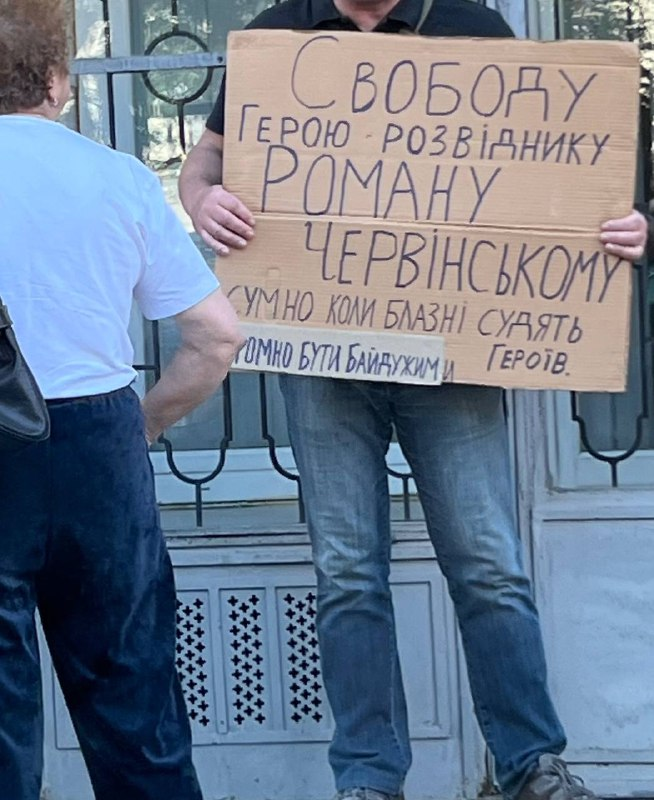
Пікет біля Львівського апеляційного суду. 23.05.2024.

7 лютого 2024 року Шевченківський суд Києва продовжив арешт на 60 діб без застави. Червінський та його захист заперечували звинувачення, називаючи справу політично мотивованою і помстою через оприлюднення 2021 року даних про саботаж на рівні Офісу президента й зриву спецоперації щодо затримання російських найманців із «Вагнера». Звинувачення вважає сфальсифікованими, спецоперацію називає погодженою.
19 квітня 2024 року Червінський, що на той час уже рік перебував під вартою, мав вийти на свободу, оскільки закінчувався термін запобіжного заходу. Через постійні повітряні тривоги підготовче судове засідання було відкладено, і суд 19 квітня не встиг би розглянути клопотання прокурора про продовження арешту, тож Романа мали випустити. Однак, цього не сталося. Адвокати Червінського заявили, що Роман зник, і де він перебував, було невідомо. Виявилося, що Червінського утримували в СІЗО Кропивницького, тому що суд за клопотанням прокурора скористався нормою, яка була введена після повномасштабного вторгнення, вона дозволяла автоматично продовжувати арешт. Але це рішення суд ухвалив без участі адвокатів Червінського. Адвокати заявили, що це незаконно, оскільки суд порушив конституційне право на захист. Крім того, суд апріорі не міг розглядати цього клопотання, тому що до цього йому був заявлений відвід зі сторони потерпілих, який він так і не розглянув. За скаргою Червінського, КСУ відкрив провадження стосовно конституційності припису КПК, відповідно якого запобіжний захід у вигляді тримання під вартою вважається автоматично продовженим у разі неможливості проведення судового засідання. 
24 травня 2024 року у Кіровоградському районному суді провели першу частину підготовчого засідання у справі Червінського. Один із захисників Романа Костянтин Глоба заявив про заперечення на дії головуючого через розгляд справи незаконною колегією. Захисниця Людмила Куса розповіла, що одним із доказів сторони обвинувачення є новина російського пропагандистського каналу «Росія-24», в якій йдеться, що Червінський повідомив росіянам про розташування людей і техніки на аеродромі. Адвокат Костянтин Глоба заявив відвід прокурорам і додав, що з матеріалів справи зникли деякі допити свідків, зокрема, два протоколи допитів, де вони повідомляють обставини, які повністю нівелюють обвинувачення проти Червінського. Адвокат Андрій Йосипов зазначив, що причиною ракетного обстрілу аеродрому «Канатове» були не дії Червінського, як йдеться в обвинуваченні, а те, що не спрацювала ППО.
Як повідомила МГО «Народний адвокат», адвокати Червінського подали звернення до Європейського суду з прав людини і ЄСПЛ почало розгляд скарги.

6 червня 2024 року у Кіровоградському районному суді продовжилося підготовче засідання. Перед початком засідання заяви про готовність взяти на поруки Романа Червінського подали 37 людей. Люди продовжували підходити і писати заяви. Адвокат Костянтин Глоба повідомив, що насправді поручителів було більше, десь до 50 людей. Під час засідання, що тривало 11 годин, у закритому режимі виступив один з ключових свідків - безпосередній командир Романа Червінського. Адвокат Костянтин Глоба розповів: 
|  | Свідок чітко вказав, що за час існування робочої групи фактів перевищення повноважень Романом Червінським не було. І повідомив факт, що причинно-наслідкового зв’язку між спецоперацією та обстрілом немає. |

 Суд вирішив: 
|  | Клопотання прокурора про продовження запобіжного заходу Роману Червінському задовольнити. Клопотання взяти його на поруки — лишити без задоволення. |

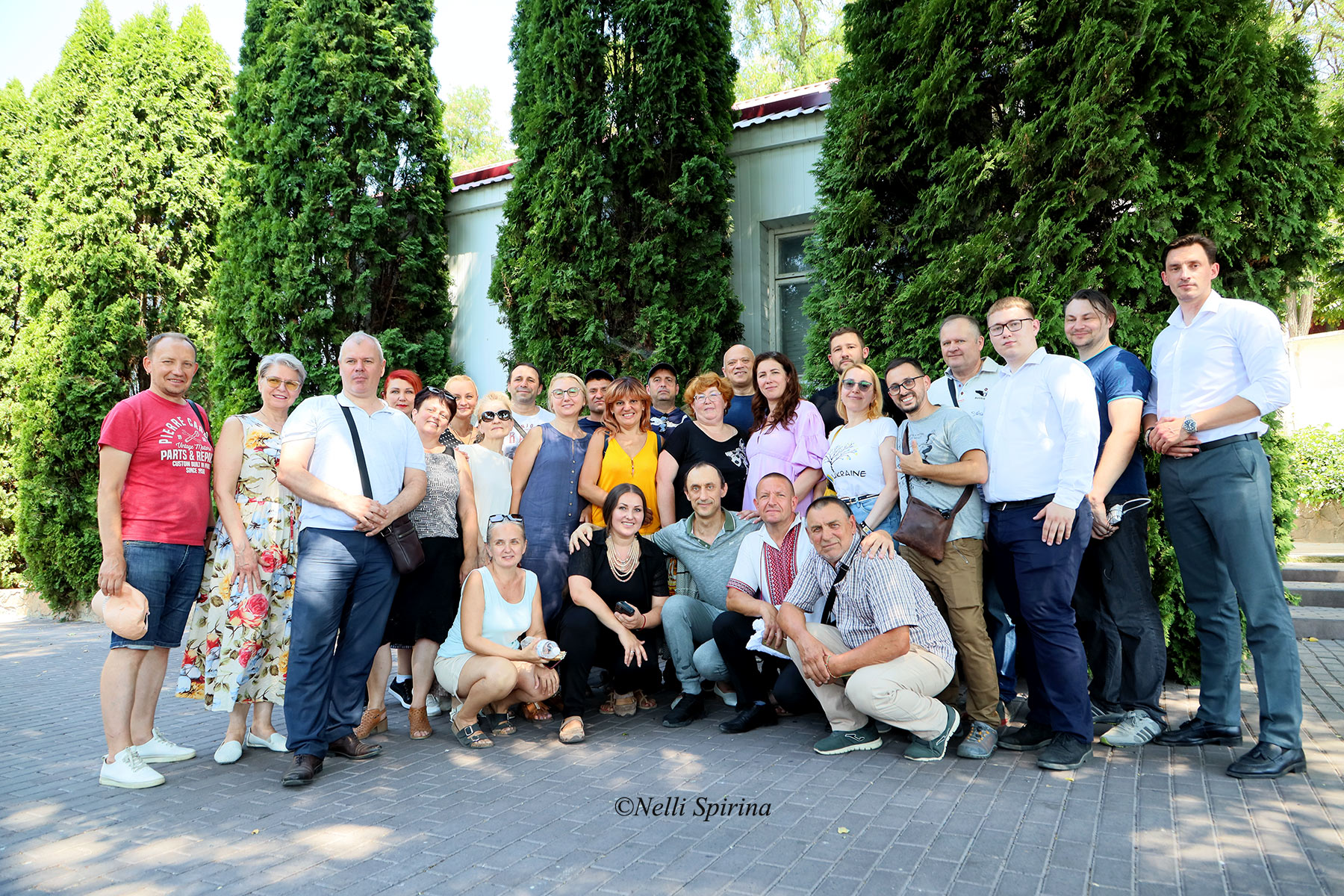
Червінський в день, коли його відпустили під заставу. Романа приїхали привітати Софія Федина, Сергій Журавель (батько героя-розвідника Ярослава Журавля), Михайло Бондар та інші. 17.07.2024.

15 липня 2024 року Апеляційний суд Кіровоградської області скасував рішення Кіровоградського суду про утримання під вартою. Взяти Червінського на поруки виявили бажання 27 народних депутатів та ще 51 особа. Суд змінив запобіжний захід з утримання під вартою на заставу в 9 млн 84 тис. грн. 16 липня заставу було внесено благодійним фондом Петра Порошенка, Червінського мали відпустити того ж дня, але його звільнили лише наступного дня. Адвокат Андрій Йосипов повідомив, що суддя Ірина Олексієнко, яка визначила заставу, подала скаргу до Вищої ради правосуддя у зв'язку із втручанням в її професійну діяльність. Адвокат заявив, що втручання здійснюється прокурором із залученням оперативних підрозділів СБУ. 24 вересня 2024 року Шевченківський суд Києва зобов'язав ДБР відкрити кримінальне провадження щодо втручання в діяльність судді Кропивницького апеляційного суду Ірини Олексієнко. Це рішення суду так і не було виконане.

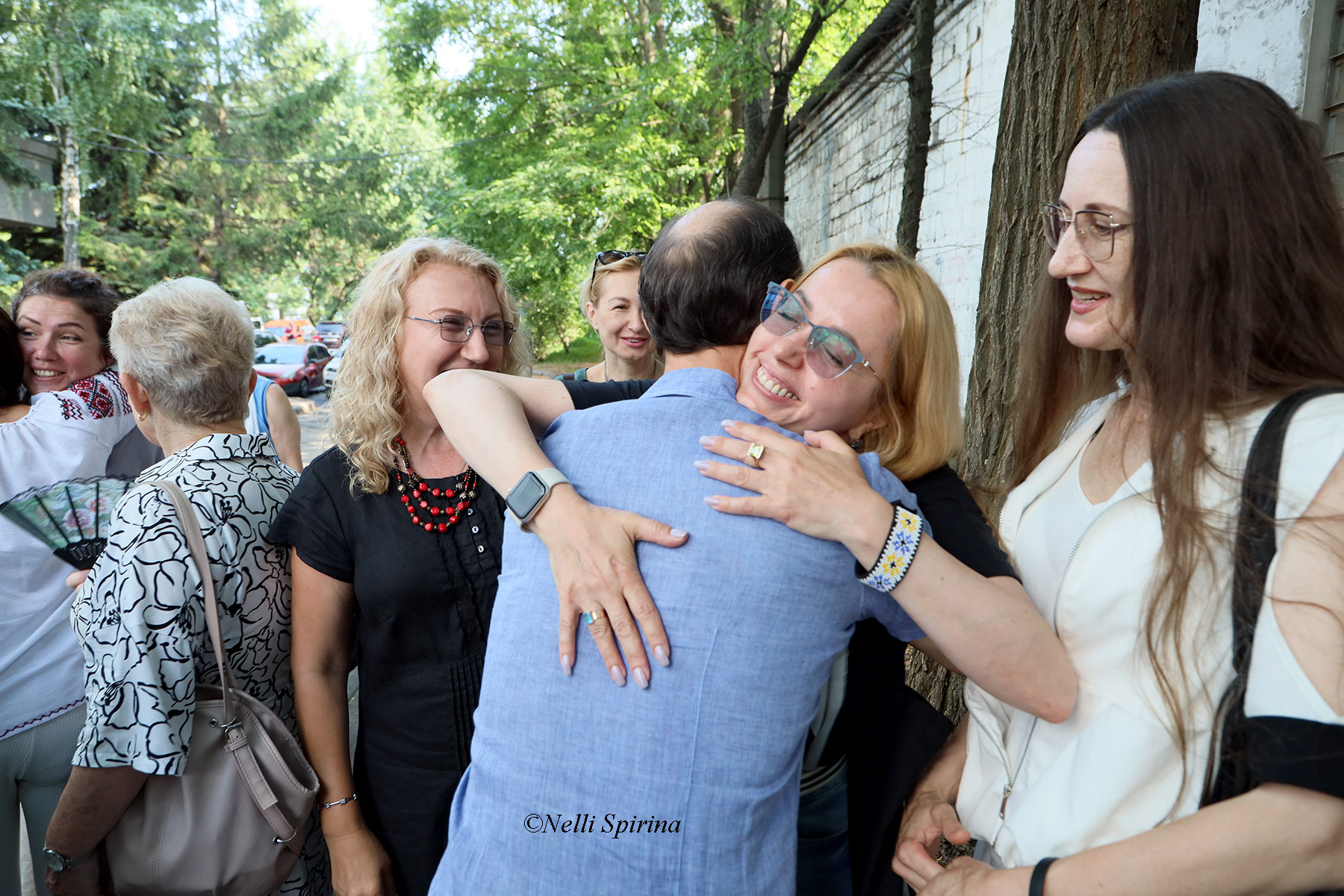
Олена Дмитренко - членкиня групи підтримки Романа Червінського обіймає Романа перед засіданням в Шевченківському суді Києва. 18.07.2024.

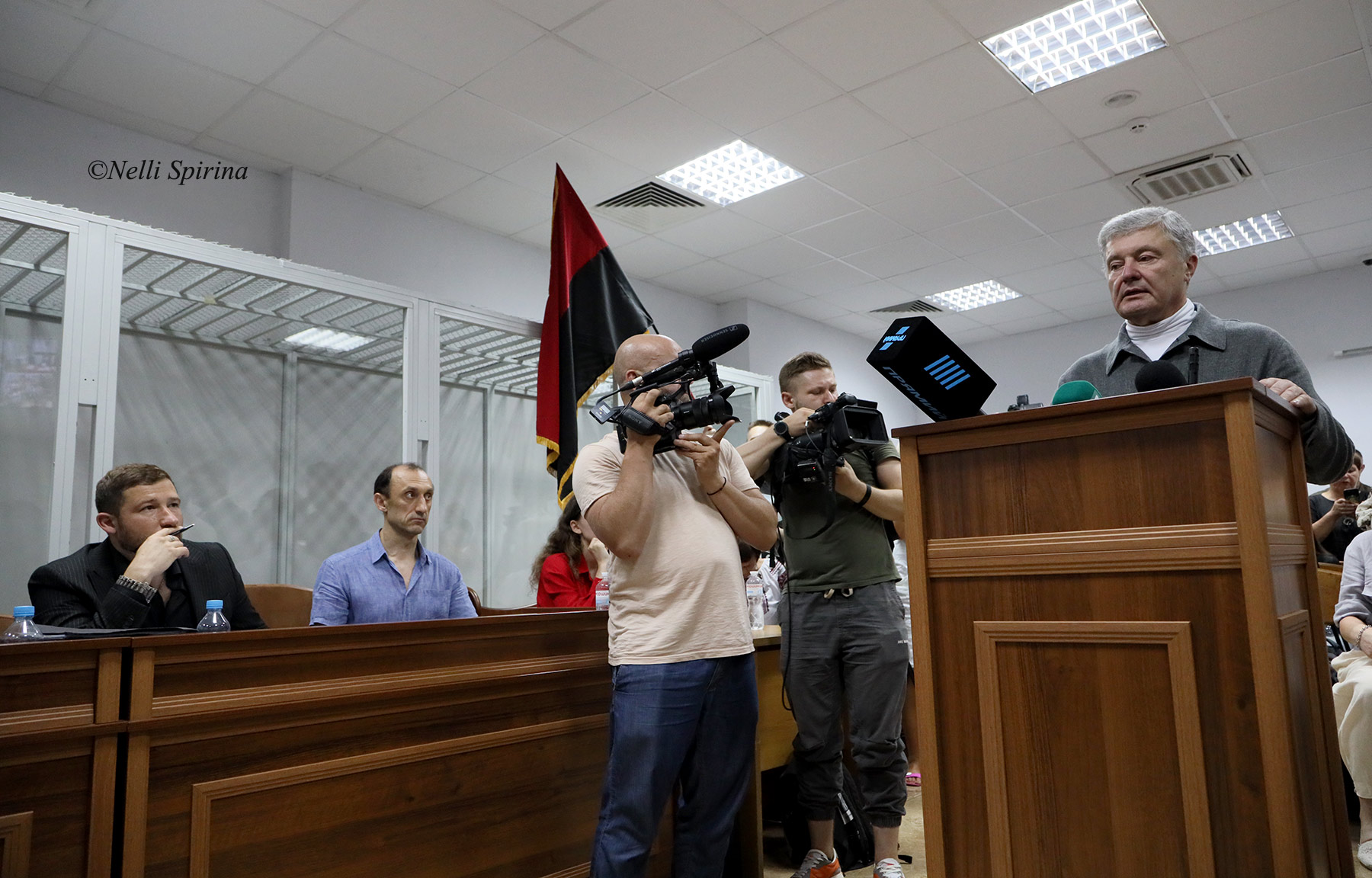
П'ятий президент України Петро Порошенко виступає на засіданні по справі Червінського в Шевченківському суді Києва. 18.07.2024.

18 липня 2024 року Шевченківський суд Києва відправив Червінського під домашній арешт за звинуваченням у справі про хабар на $100 тис. Адвокат Костянтин Глоба заявив, що це провадження існувало кілька років без розгляду. Про підозру в цій справі Червінському було повідомлено в грудні 2023 року. Червінський назвав справу сфальсифікованою, вона стосується подій 2020 року. Костянтин Глоба заявив, що, відео щодо начебто хабарництва було записане незаконно, воно змонтоване та сфальсифіковане. До засідання мав долучитися один із потерпілих через онлайн-зв'язок. Клопотання про взяття на поруки Червінського заявили Петро Порошенко, всі народні депутати з фракції «Європейська солідарність», учасники Революції гідності та війни проти росії, а також колишній політв'язень Кремля Володимир Балух. Під час судового засідання Порошенко вказав на брехню прокурорів, у залі мало не дійшло до бійки, всі клопотання про взяття на поруки були судом проігноровані.
4 вересня 2024 року Кіровоградський суд на засіданні у закритому режимі продовжив Червінському дію обов’язків по запобіжному заходу ще на 60 діб.
23 вересня 2024 року у Печерському суді Києва мало відбутися засідання по справі про хабар. Червінський розповів журналістам, що справу вважає політично вмотивованою, що хабар ніхто не просив, а відео було підставним. Засідання не відбулося. Суддя Гречана, аргументуючи це маленькою судовою залою, попросила залишитися на засіданні лише сторони у справі, родичів Червінського та журналістів. Велика зала, де проходило попереднє засідання, була вільна. Між вільними слухачами та суддею розпочалася сварка. Суддя Гречана перенесла засідання на 18 жовтня. 

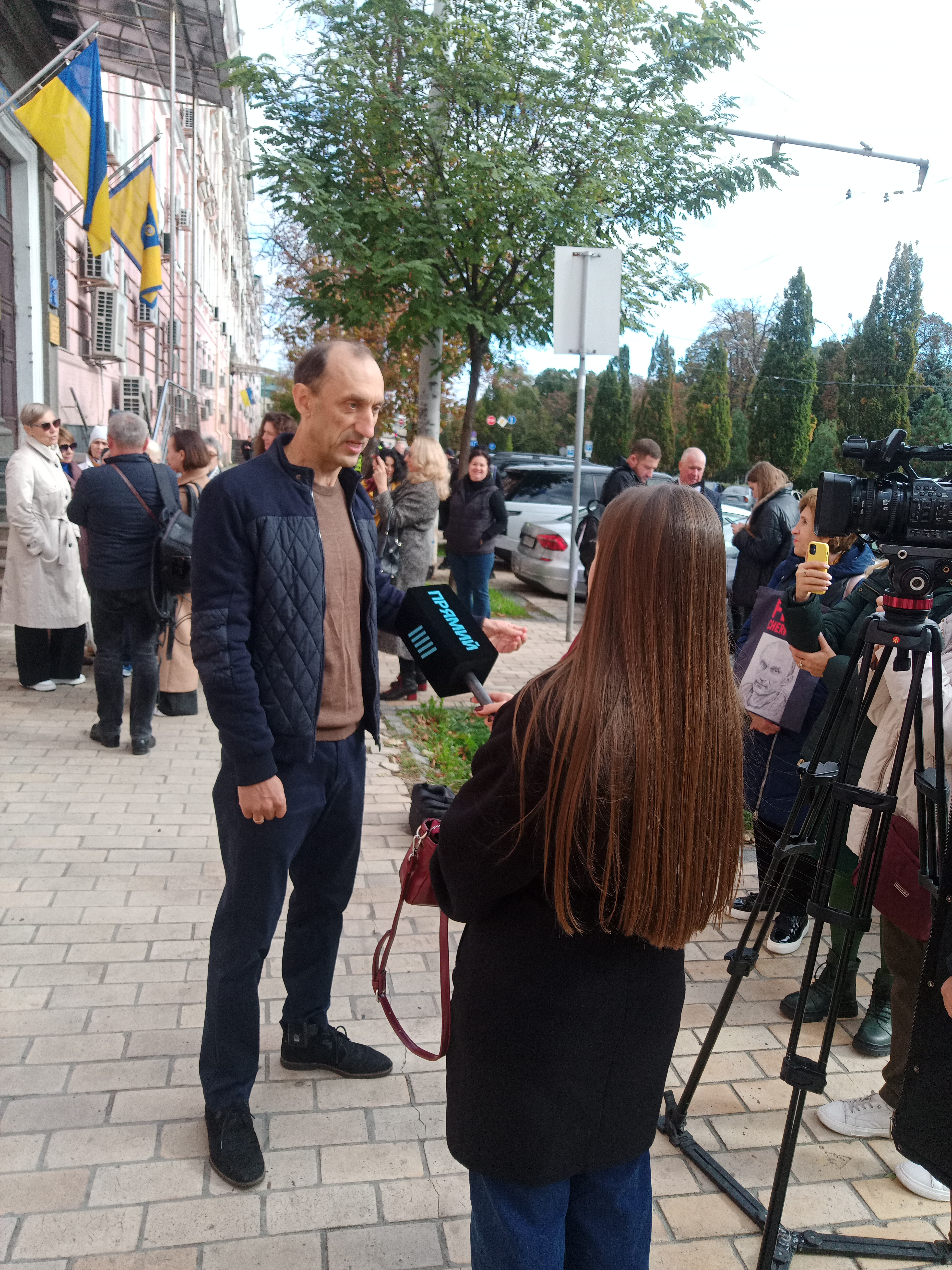
Роман Червінський дає інтерв'ю біля Печерського суду. 18.10.2024.

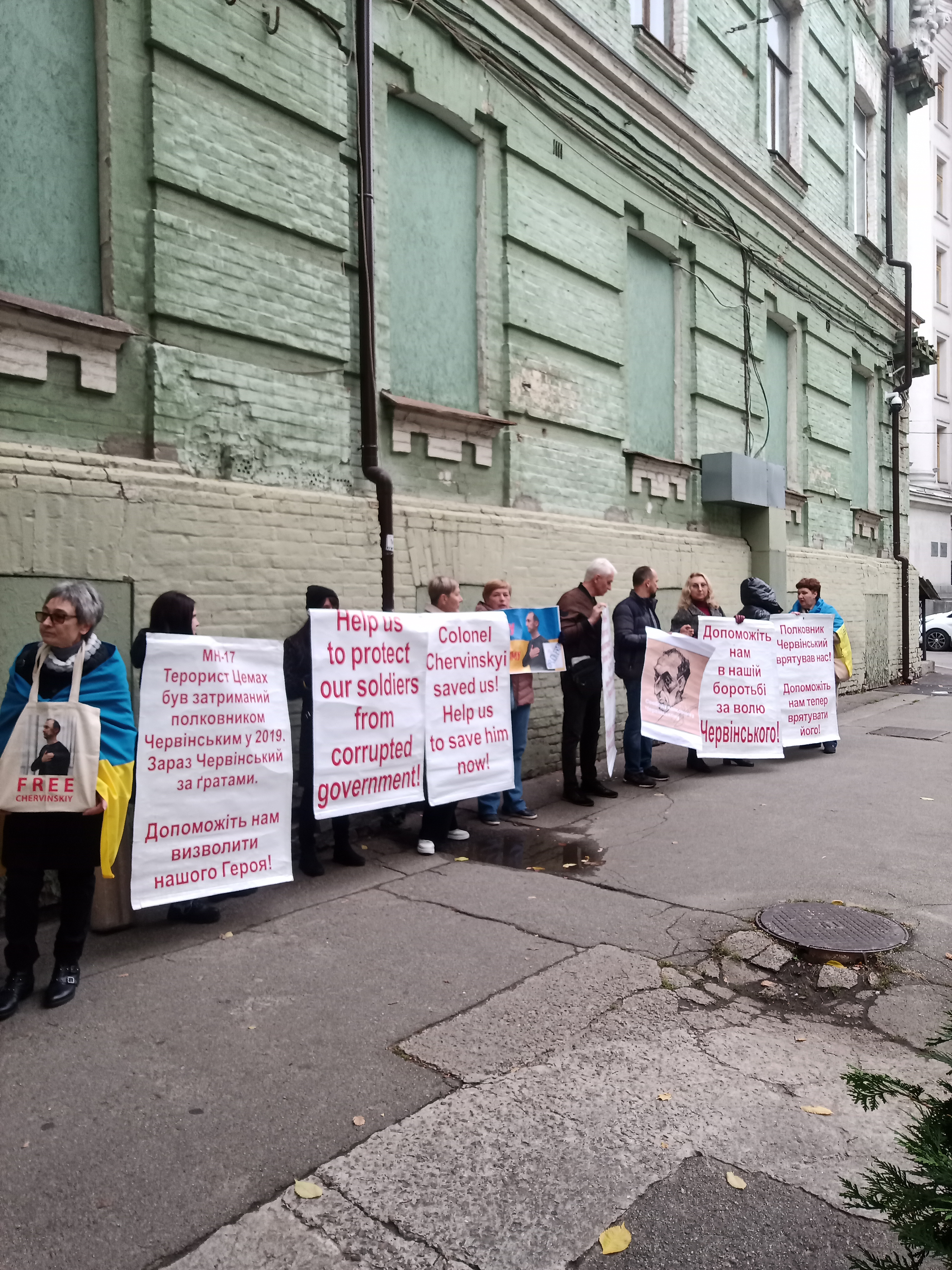
Пікет у підтримку Романа Червінського навпроти посольства Великобританії. 18.10.2024.

18 жовтня 2024 року в Печерському суді мало відбутися підготовче засідання за звинуваченням у хабарництві. Попри те, що засідання було відкритим і місць в залі вистачало, слухачів до зали не допустили. Як повідомив секретар судового засідання, суддя Гречана дала вказівку охороні суду не пускати вільних слухачів. Адвокати Червінського заявили відвід судді Гречаній. Засідання перенесли. Суддя Світлана Гречана звернулася до поліції, заявивши, що сторона захисту скоїла злочин. За даними судді, адвокати тисли на неї, на цій підставі Гречана подала заяву про самовідвід. Адвокат Костянтин Глоба повідомив:
|  | Ні я, ані адвокат Андрій Йосипов жодного разу не спілкувалися із Гречаною поза межами судових засідань, тому не могли здійснювати тиску. Безпосередньо в судовому процесі вчинились дії виключно правового характеру з єдиною метою - здійснення захисту прав Червінського. |

28 жовтня у Кіровоградському районному суді відбулось закрите засідання. За словами адвоката Костянтина Глоби, засідання для Червінського було переможним. Спочатку суд прийняв ухвалу про повернення всього вилученого майна, далі допитав двох військовослужбовців авіабази "Канатове", що вважалися потерпілими. Військовослужбовці заявили, що їм невідомі факти будь-яких дій Червінського, які могли призвести до бомбардування авіабази, і що вони не вважали себе потерпілими від дій Червінського. Суд продовжив запобіжний захід Червінському без обов’язку повідомляти про зміну місця проживання.

Роман Червінський з членом групи підтримки у залі Печерського суду. 30.10.2024.

7 листопада 2024 року суддя Білоцерківець (заступник голови Печерського суду) під час розгляду справи, котру перед цим розглядала суддя Гречана, проігнорував звернення народних депутатів України та журналіста-розслідувача Христо Грозева про взяття Червінського на поруки. Суддя розголосив точну адресу Червінського, і продовжив йому цілодобовий домашній арешт на 2 місяці. Дії судді викликали обурення у присутніх у залі.
5 грудня 2024 року Кропивницький районний суд продовжив закритий розгляд справи щодо обстрілу росіянами військового аеродрому в Канатовому. Біля будівлі суду зібралася група підтримки Чевінського - люди з Києва та Кропивницького. Суд продовжив допит людей, котрих прокуратура називає потерпілими. Роман Червінський розповів:
|  | Всі потерпілі, яких допитали на сьогодні, плюс двоє, яких ми ще можемо довести — а це вже шестеро — всі вважають себе потерпілими від російської агресії, тобто 100% не від моїх дій. |

 Як так сталося, що заяви потерпілих від російського обстрілу були використані для звинувачення полковника Червінського, пояснив адвокат Андрій Йосипов:
|  | На етапі досудового розслідування слідчі не повідомляли обставини кримінального правопорушення. Фактично там "втемну" відібрані так звані заяви про визнання потерпілих, що давало можливість формулювати обвинувачення. |

9 грудня 2024 року у Шевченськівському суді Київа відбулося засідання за заявою Черавінського. За його даними, правоохоронці сфальсифікували кримінальне провадження щодо нього. Судове засідання стосувалося невнесення відомостей до реєстру досудових розслідувань. Слідчий суддя відмовив у зобов'язанні слідчого у внесенні відомості до ЄРДР. Адвокат Глоба повідомив про плани звернутися до апеляційного суду і прокоментував судове рішення:
|  | Якщо буде внесено все ж відомості за даною заявою, то кримінальне провадження в Печерському суді фактично розсиплеться. Тому Шевченківський суд і не вносить дані відомості, оскільки повністю буде знівельовано кримінальне провадження в Печерському суді, оскільки вже буде наявний факт розслідування щодо провокації злочину, в якому ми будемо стороною, Червінський буде потерпілим. І відповідно це надасть змогу нам вже особисто збирати певні докази, в певному контексті доводити саме провокацію злочину. Мабуть Печерський суд цього боїться. Мабуть ще хтось опасається даних подій. Тому всіляко нам вставляють палки в колеса. |

10 грудня 2024 року у Печерському суді відбулося чергове підготовче засідання по справі проти Червінського за звинуваченням у хабарництві. Запланований допит потерпілого знов не відбувся через його чергову неявку. Близько десятка заяв від людей, що просили передати їм Червінського на поруки, судом були проігноровані. Попри те, що Червінський знаходився під домашнім арештом вже близько шести місяців, суд продовжив арешт до 5 лютого 2025 року. На час оголошення судового рішення до зали суду був викликаний підрозділ судової охорони на чолі з підполковником. Суддя Білоцерківець покинув залу засідань під вигуки "Ганьба!" в оточенні співробітників охорони.
16 грудня 2024 року у Кіровоградському районному суді засідання відбулось у закритому режимі. Біля будівлі суду ексрозвідника зустрічали кропивничани та кияни (зібралося 15 людей). На засіданні допитали трьох свідків та продовжили обов’язки ексрозвіднику на 60 днів. Крім того, захист надав суду звернення від фонду Петра Порошенка, який вніс заставу, щодо зменшення розміру застави з 9 до 5 млн грн. До клопотання додали рахунки-фактури про скерування залишку (4 млн грн) на закупівлю понад 300 FPV-дронів для ЗСУ та замовлення військових частин, які мають бажання придбати ці дрони, але суд його проігнорував. Адвокат Костянин Глоба вважає, що на потерпілих, яких слухали у суді, чинять тиск:
|  | Один з них повідомив, що його за руку фактично слідчий привів до адвокатів і вказав, які треба діяти. Перший потерпілий сказав, що він не вважає себе потерпілим від дій Червінського, другий повідомив, що жодних договорів з адвокатами не підписував: констатуємо факт, що від даного потерпілого і адвоката з Кропивницького у суд надходять певні заяви, а потерпілий повідомив, що адвоката з таким прізвищем він не знає. Третя потерпіла повідомила про те, що заява про визнання потерпілим містить його підпис, але вона його не пам’ятає. |

18 грудня 2024 року у Конституційному суді України почався розгляд справи за скаргою Романа Червінського. Суть скарги пояснив адвокат Костянтин Глоба:
|  | Конституційний Суд України сьогодні розглядав скаргу Червінського щодо неконституційності ч. 5 ст. 615 КПК України, згідно якої Роману незаконно продовжували строк тримання під вартою без фактичного проведення судового засідання і участі адвокатів. |

### 2025 рік
23 січня 2025 року у Кіровоградському районному суді, що у Кропивницькому, відбулося засідання по справі щодо обстрілу російськими військовими аеродрому "Канатове". Перед початком судового засідання біля будівлі суду зібралися учасники акції на підтримку Романа Червінського. Справу розглядають у закритому режимі — ані слухачі, ані преса не мають туди доступу. На засіданні опитали двох свідків та розглянули клопотання про зменшення розміру застави з дев'ять мільйонів гривень до п'яти. Прокурор заявив, що Червінський порушує вимоги, які покладають на нього норми закону, не з’являється у Київський апеляційний суд (в іншій справі — ред.). Проаналізувавши це, суд відмовив у задоволенні клопотання. Захист Романа Червінського вважає, що слідство надало суду недостовірні дані, через які їхнього підзахисного утримували у слідчому ізоляторі. Наразі по цій справі Роман Червінський має запобіжний захід — особисте зобов’язання. Прокурор стверджує, що потерпілі підтвердили всю інформацію, яку повідомляли слідчому в ході досудового розслідування. Адвокат Костянтин Глоба розповів:
|  | ...немає підстав для закритого режиму. Там нібито мала бути державна таємниця. Але поки що жодних таємних документів ми не вивчаємо. ... Допитали вже сімох потерпілих. Жоден з них на сьогодні не сказав, що він потерпілий від дій Червінського. Потерпілий від збройної агресії Російської Федерації — так, але не від дій Червінського. Кожен потерпілий заявляв про це ще на досудовому розслідуванні. Та правоохоронці все одно вносили в протоколи, що людина вважає себе потерпілим саме від дій Червінського. |

25 лютого 2025 року чергове підготовче засідання Печерського суду не відбулося. Адвокат Костянтин Глоба пояснив:
|  | Після подання Заяви про провокацію злочину, сьогодні Суддя ухилився від слухання справи Червінського. Пішов у відпустку на один день! |

6 березня 2025 року біля Кіровоградського районного суду, хоча суд відбувається у закритому режимі, знаходилася група підтримки полковника Червінського - близько 30 людей. На судовому засіданні допитали двох військовослужбовців, яких слідство називає потерпілими. Прокурор Ярослав Гаврищук заявив, що вони підтвердили покази, які дали під час попереднього слідства. Адвокати Романа Червінського спростували цю заяву.
Адвокат Костянтин Глоба:
|  | Чергові двоє потерпілих повідомили, що ще на досудовому розслідуванні вони наполягали, що не є потерпілими від дій Червінського. Саме юридичного волевиявлення бути потерпілими у них не було, як на той момент, так і станом на сьогодні. Це важлива юридична складова. |

Адвокат Андрій Йосипов:
|  | На сьогодні допитали 13 людей, ні від жодного з них ми не почули про наявність бажання бути залученими у якості потерпілих. |

12 березня 2025 року чергове підготовче засідання Печерського суду знов не відбулося - суддя Білоцерківець знов взяв відпустку в день розгляду цієї справи. Роман Червінський  пояснив:
|  | Уникаючи розгляду цієї справи - суддя підтверджує, що усвідомлює власні порушення під час обрання запобіжного заходу - цілодобового домашнього арешту вже протягом 8 місяців. |

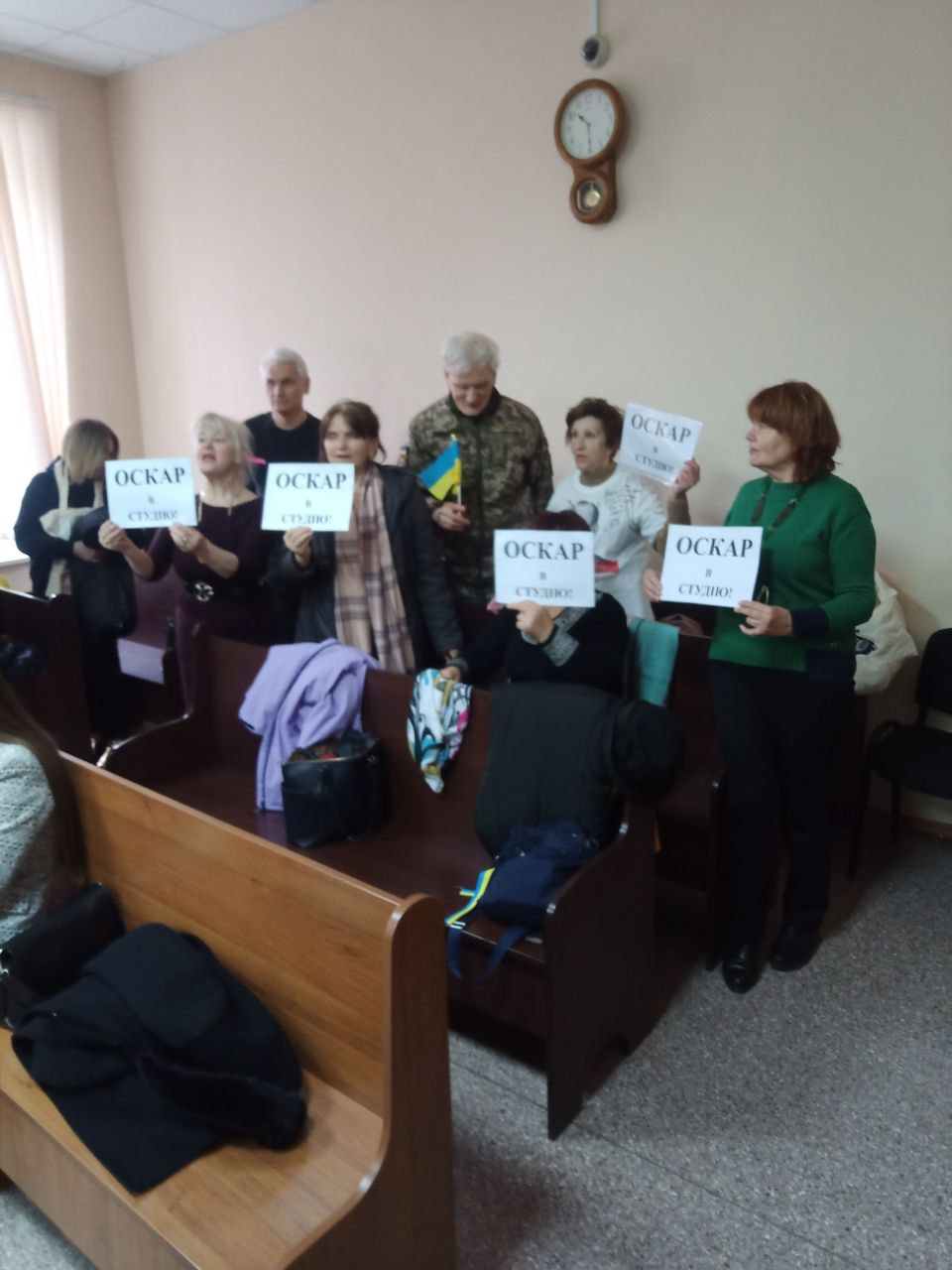
Група підтримки Романа Червінського відповідає на рішення суддів. Печерський районний суд Києва. 18.03.2025.

з 17 по 19 березня 2025 року проходили чергові підготовчі засідання Печерського суду по справі щодо нібито хабарництва Романа Червінського. Сторона захисту подала заяву про провокацію злочину. Суддя відмовився її розглядати. Сторона захисту подала клопотання про виклик свідка та потерпілого для допиту. Це клопотання суддя також відхилив. Червінський заявив відвід судді Білоцерківцю (заступнику голови суду). Суддя подав заяву про самовідвід. Обидві заяви були відхилені підлеглими Білоцерківця і він продовжив розгляд. Суддя продовжив цілодобовий домашній арешт до 20 травня.
 
19 березня ввечері у Червінського з ноги зняли засіб контролю - електронний браслет.

3 квітня 2025 року без присутності журналістів і громадскості відбулося засідання Кіровоградського районного суду по справі про обстріл аеродрому. Мали продовжити допит свідків, але вони не прибули до суду. Прокурор пояснив, що свідки не з'явилися через перебування на лікарняному й у зоні бойових дій. Суд вкотре продовжив ще на 60 діб запобіжний захід. Запобіжний захід Червінському продовжили не в повному обсязі й фактично пом'якшили. Зокрема, Червінський тепер не зобов'язаний здати на зберігання паспорт для виїзду за кордон. На думку адвоката Йосипова, це зробили щоб сторона захисту мала менше підстав для звернень до ЄСПЛ, аніж із дійсною метою дотримання прав Червінського. Суд задовольнив клопотання адвокатів про доступ до мобільних зʼєднань телефонів в операторів мобільного звʼязку. Ці відомості є важливими для доведення роботи у групі за участі та ініціативи СБУ, а не самостійним проведенням операції по заволодінню літака, про що говорило слідство. 
9 квітня 2025 року відбулося засідання Шевченківського районного суду по скарзі сторони захисту на бездіяльність слідчого ДБР, який відмовився реєструвати заяву про злочин, скоєний слідчим СБУ. Слідчий ДБР не з'явився. Заява сторони захисту про недовіру суду судом була проігнорована. По суті скарги суддя заявив, що, ніби то, не всі заяви про злочин підлягають внесенню до ЄРДР і відмовився зобов'язати ДБР зареєструвати заяву про злочин.
14 квітня 2025 року відбулося засідання Печерського районного суду по справі щодо нібито хабарництва Романа Червінського. Червінський і сторона захисту, спираючись на матеріали справи, стверджують, що товар, який намагався розтаможити "потерпілий" (цигарки), був контрабандою.
Сторона захисту подала клопотання про надання міжнародної правової допомоги для вияснення наступних питань:
- Чи дійсно особа, яку слідство називає потерпілою, була представником компанії, що постачала цигарки, які ця особа намагалася розтаможити?
- Чи дійсно контейнер з цигарками належав Південному дьюті-фрі?[64]

Сторони звинувачення і потерпілого не заперечували. Рішення суду з цього питання ще не винесено.
15 травня 2025 року у Кропивницькому відбулося судове засідання у справі про обстріл аеродрому "Канатове". Планували допитати останніх трьох потерпілих. Допитали одного, двоє не прийшли. Черговий потерпілий повідомив, що він вважає себе потерпілим від російської агресії, а не від дій Червінського.
16 травня 2025 року Апеляційний суд Києва розглядав апеляцію на повідомлення про підозру у справі про обстріл аеродрому "Канатове".  Адвокати Глоба та Йосипов наголошували на відсутності підстав для оголошення підозри Червінському оскільки немає доказів вини. Під час виступу адвоката суддя сказав, що суд не буде оцінювати докази. Після цього Роман Червінський заявив про відвід всьому складу суддів. Відвід розглянули ті, кому він був оголошений, і заявили, що підстав для відводу немає. Апеляцію суд не задовольнив.
20 травня 2025 року Апеляційний суд Києва розглядав апеляцію на рішення Шевченківського суду по справі про обстріл аеродрому "Канатово". Адвокат Костянтин Глоба в інтерв'ю Прямому каналу розповів, що Шевченківський суд умисно відокремив і не передав в Апеляційний суд частину матеріалів, які становили основу судового розгляду. Судове засідання вдруге не відбулося з вини Шевченківського суду.
3 червня 2025 року Апеляційний суд Києва з третьої спроби розглянув апеляцію на рішення Шевченківського суду по справі про обстріл аеродрому "Канатово". Адвокат Андрій Йосипов в інтерв'ю Прямому каналу розповів, що жоден з допитаних по цій справі військовослужбовців не визнає себе потерпілим від дій Червінського. Але у злочині, в якому обвинувачують Червінського, повинна бути істотна шкода, а без потерпілих це не є злочином. Тому слідчий маніпулятивно вводив військовослужбовців в оману, говорив, що вони будуть визнані потерпілими по факту збройної агресії російської федерації, а всі документи долучав до кримінального провадження по справі Червінського. В діях слідчого і адвокатів військовослужбовців, які допомогали слідчому, є ознаки кримінального правопорушення. Суть апеляції полягала в скарзі на ухвалу Шевченківського суду, якою було відмовлено у внесенні відомостей у реєстр досудових розслідувань і початку кримінального провадження. Апеляційний суд відхилив апеляцію - заяву про злочин відмовилися розглядати.

3 червня 2025 року в закритому режимі відбулося засідання Кіровоградського районного суду по справі про обстріл аеродрому. Допитали одного військовослужбовця, якого сторона обвинувачення називає потерпілим (старшого групи, яку прислали з Києва на аеродром в підпорядкування Червінського). Адвокат Андрій Йосипов розповів, що свідок не вважає себе потерпілим від дій Червінського.
30 червня 2025 року відбулося засідання Печерського суду по справі щодо нібито хабарництва Романа Червінського. Сторона захисту подала кілька клопотань: про допит так званого потерпілого, про бездіяльність слідчого, про скасування постанов про визначення підслідності. У задоволенні всіх клопотань було відмовлено. Запобіжний захід був вчергове продовжений ще на два місяці.
Адвокат Глоба заявив, що через його професійну діяльність, спрямовану на захист Романа Червінського, на нього, як на адвоката, здійснюються напади, погрози, переслідування та залякування.
5 серпня 2025 року повинно було відбутися засідання Печерського суду по справі щодо нібито хабарництва Романа Червінського. Засідання почалося з запізненням на годину. Одразу після початку засідання виявилося, що так званий потерпілий і його адвокат на сеанс відеозвязку не з'явилися. Через це через 5 хвилин після початку судове засідання було перенесене на 8 серпня. Адвокат Йосипов пояснив, що мета суду - продовження запобіжного заходу (тримання під домашнім арештом). Журналіст та блогер Олег Леусенко сказав: "Той, хто злив ворогу спецоперацію по вагнерівцям – намагається судити того, хто цю операцію готував."
8 серпня 2025 року у Печерському суді відбулося чергове попереднє засідання по по справі щодо нібито хабарництва Романа Червінського. Ніби то потерпілий Сарієв знов не з'явився. Олег Леусенко розповів: "Пан Роман припустив, що ОПа підставила СБУ утисками та атаками на НАБУ і тепер Малюк робить "послугу", алаверди - намагається згорнути судилище по Червінському, дозволяючи підставному потерпілому Сарієву не з'являтися в суді. "Потерпілий" ухиляється. Тому слухання справи по суті досі немає".
12 серпня 2025 року у Печерському суді був розглянутий відвід судді Білоцерківця. Головуючою була суддя Ільєва (підлегла судді Білоцерківця). Вона ухвалила рішення про те, що відвід судді Білоцерківця не підлягає задоволенню. Роман Червінський, коментуючи це рішення, сказав: "Цей суд для мене — це зразкова злочинна організація, яка створена для переслідування кримінального політичних опонентів, для переслідування тих людей, які можуть говорити правду і вказують на помилки влади. Судді в цьому суді відрізняються зухвалістю... Сьогодні суддя відмовила мені в задоволенні моєї заяви про відвід судді Білоцерківця, який вважає, що загибель мого співслужбівця, Івана Воронича - це не є  реальна загроза для мене. І вона вважає, що Білоцерківець, який брав сам собі відвід через те, що сталося у всіх враження, що він упереджений в даній справі, він має продовжити розслідувати цю справу".
13 серпня 2025 року у Печерському суді відбулося чергове попереднє засідання. Суддя Білоцерківець продовжив цілодобовий домашній арешт Романа Червінського до 15 місяців. При цьому жодних доказів наявності будь-яких ризиків порушень з боку Червінського прокуратурою не надано. Згідно кримінально-процесуального кодексу, максимальний термін цілодобового домашнього арешту під час досудового розслідування - 6 місяців.
Суддя Білоцерківець знову порушив закон.

## Суспільна підтримка Романа Червінського

### 2023 рік

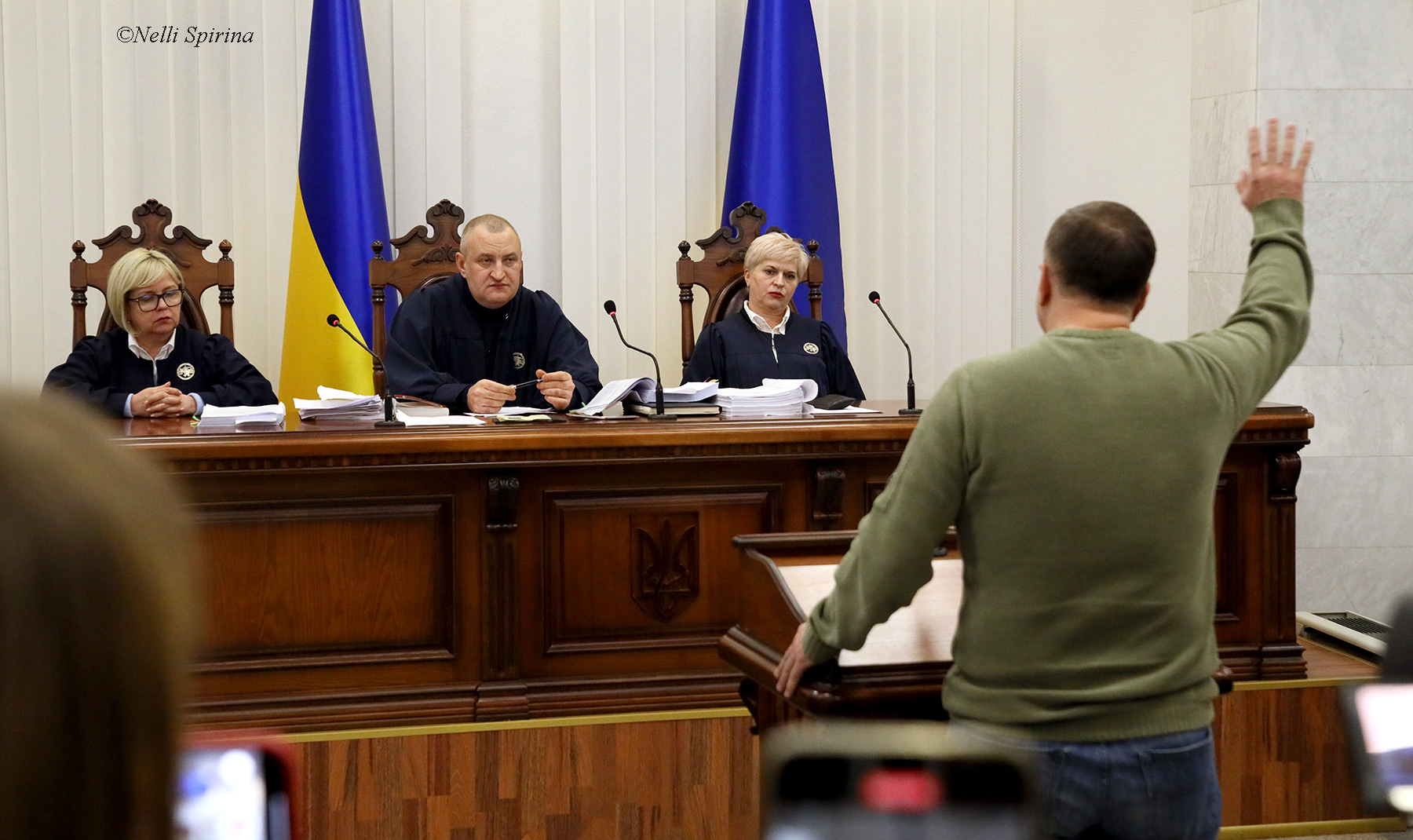
Народний депутат України IV-VII скликань Микола Катеринчук в Апеляційному суді Києва заявляє, що бере на поруки Романа Червінського. 8.12.2023.
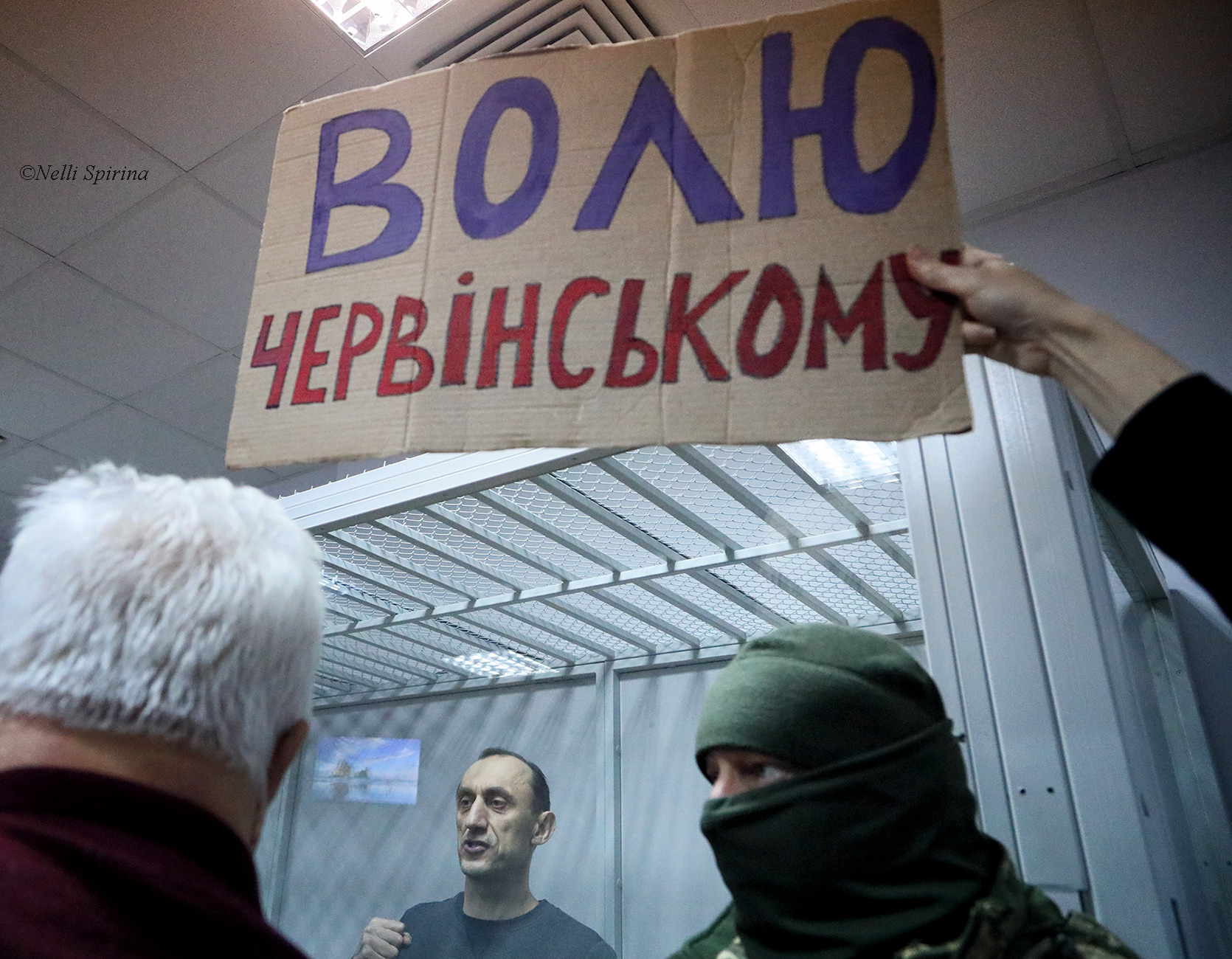
Судове засідання по справі Романа Червінського у Шевченківському суді Києва. 13.12.2023.
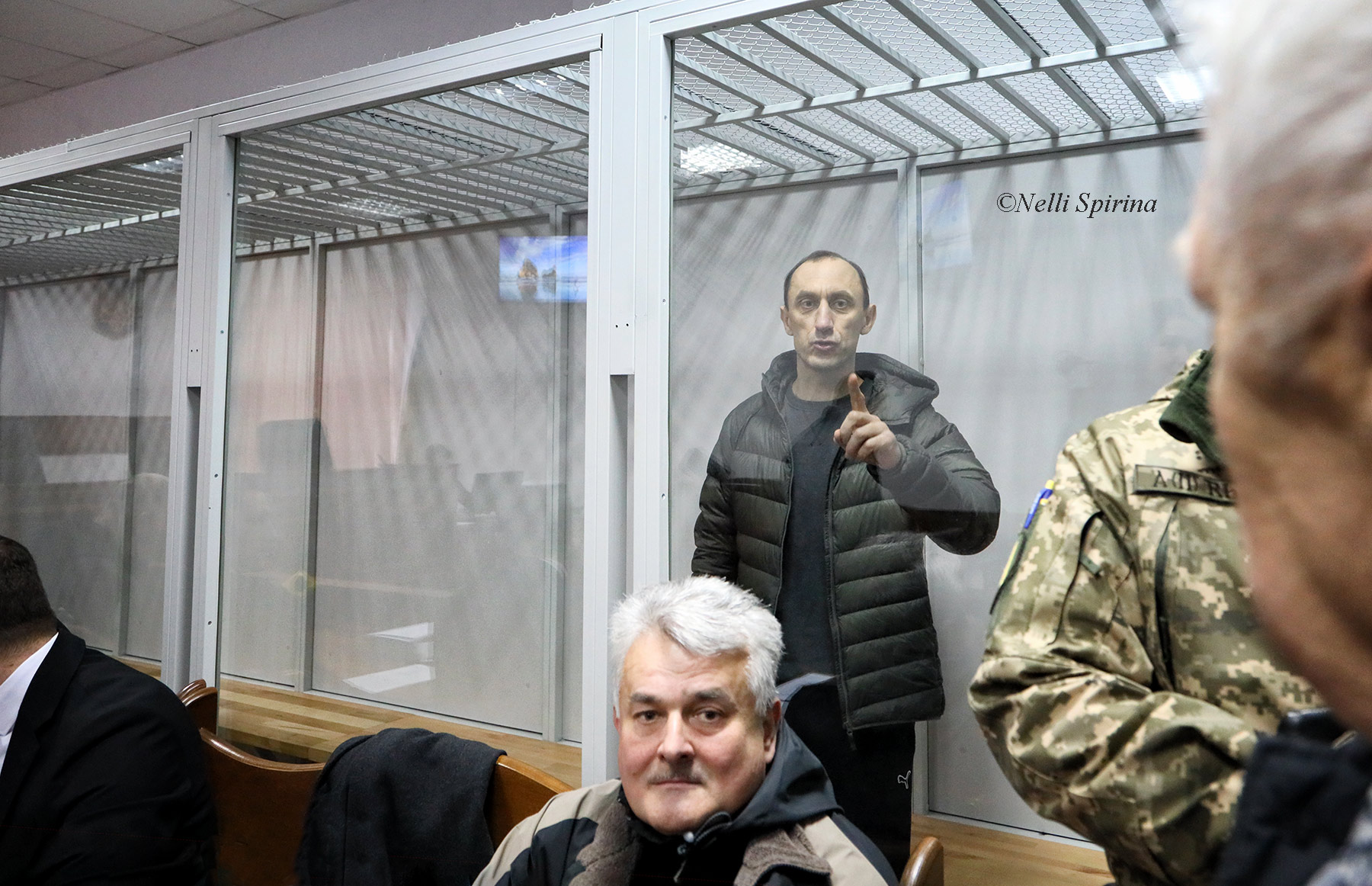
Народний депутат України VII скликання Василь Пазиняк у Шевченківському суді Києва. 13.12.2023.
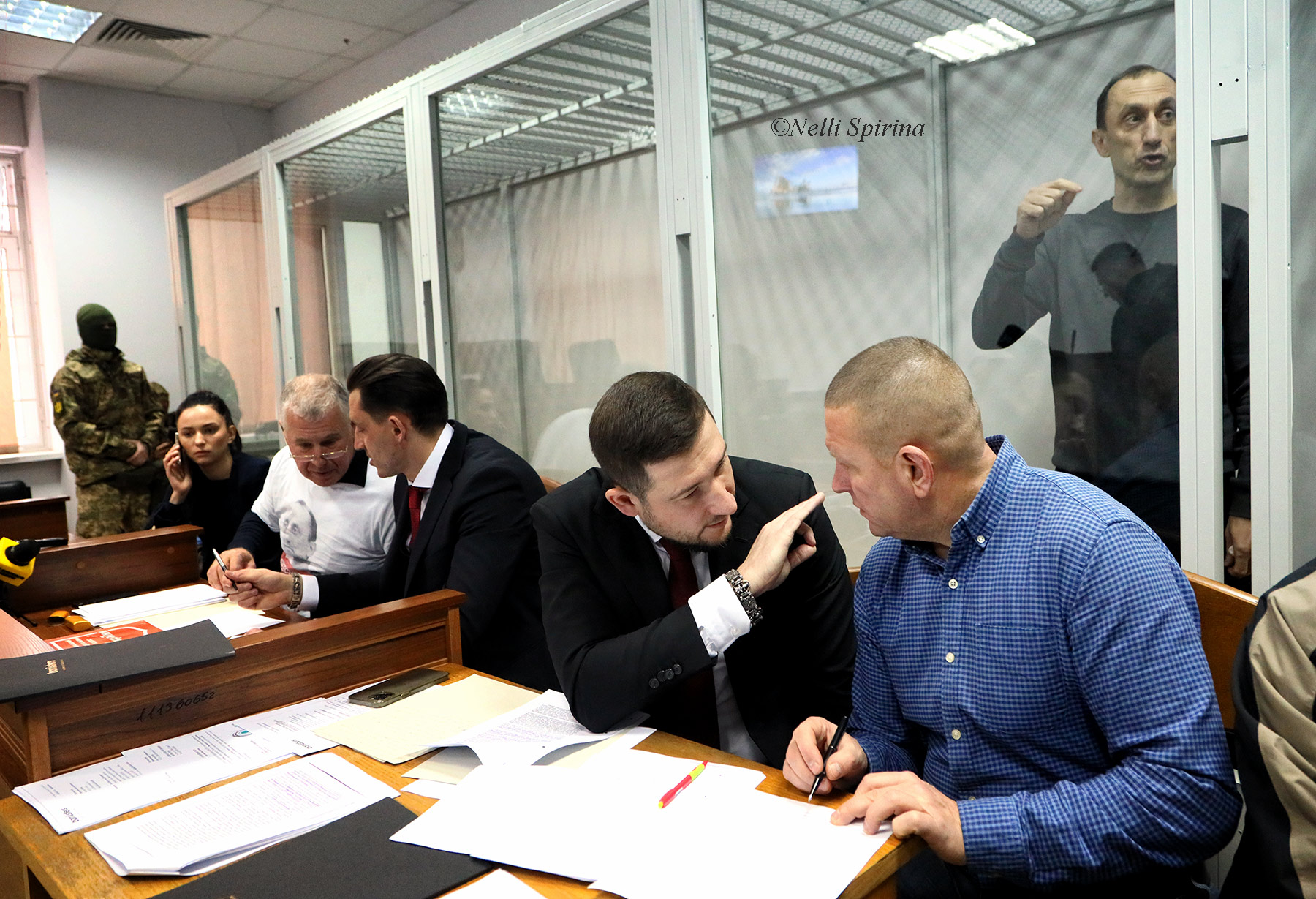
Народний депутат України Михайло Бондар пише заяву про взяття на поруки Романа Червінського у Шевченківському суді Києва 13.12.2023.
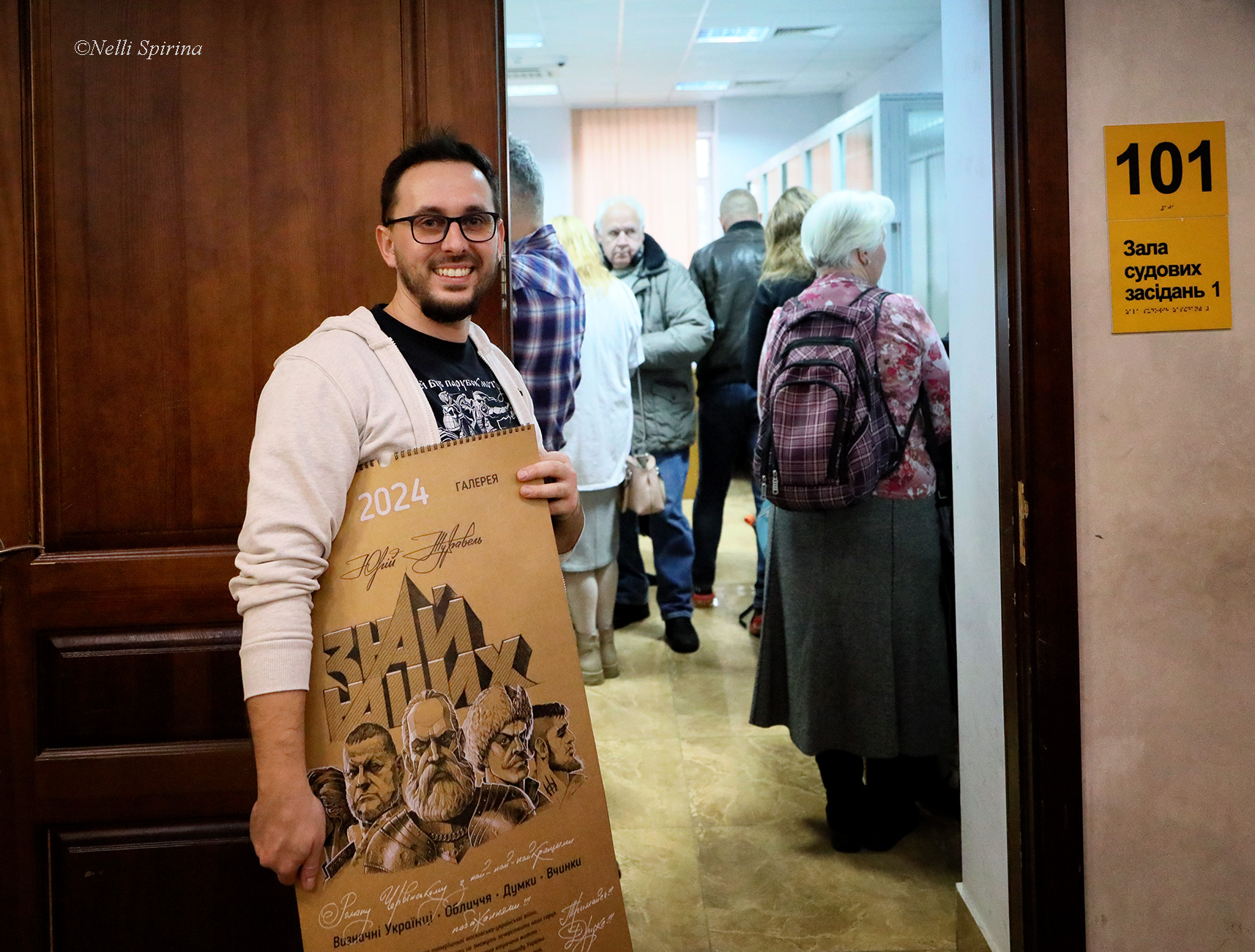
Волонтер Дмитро Завражний приніс у Шевченківський суд Києва календар, який створив Юрій Журавель, щоб подарувати Роману Червінському. В календарі є портрет Романа Червінського. 13.12.2023.

### 2024 рік

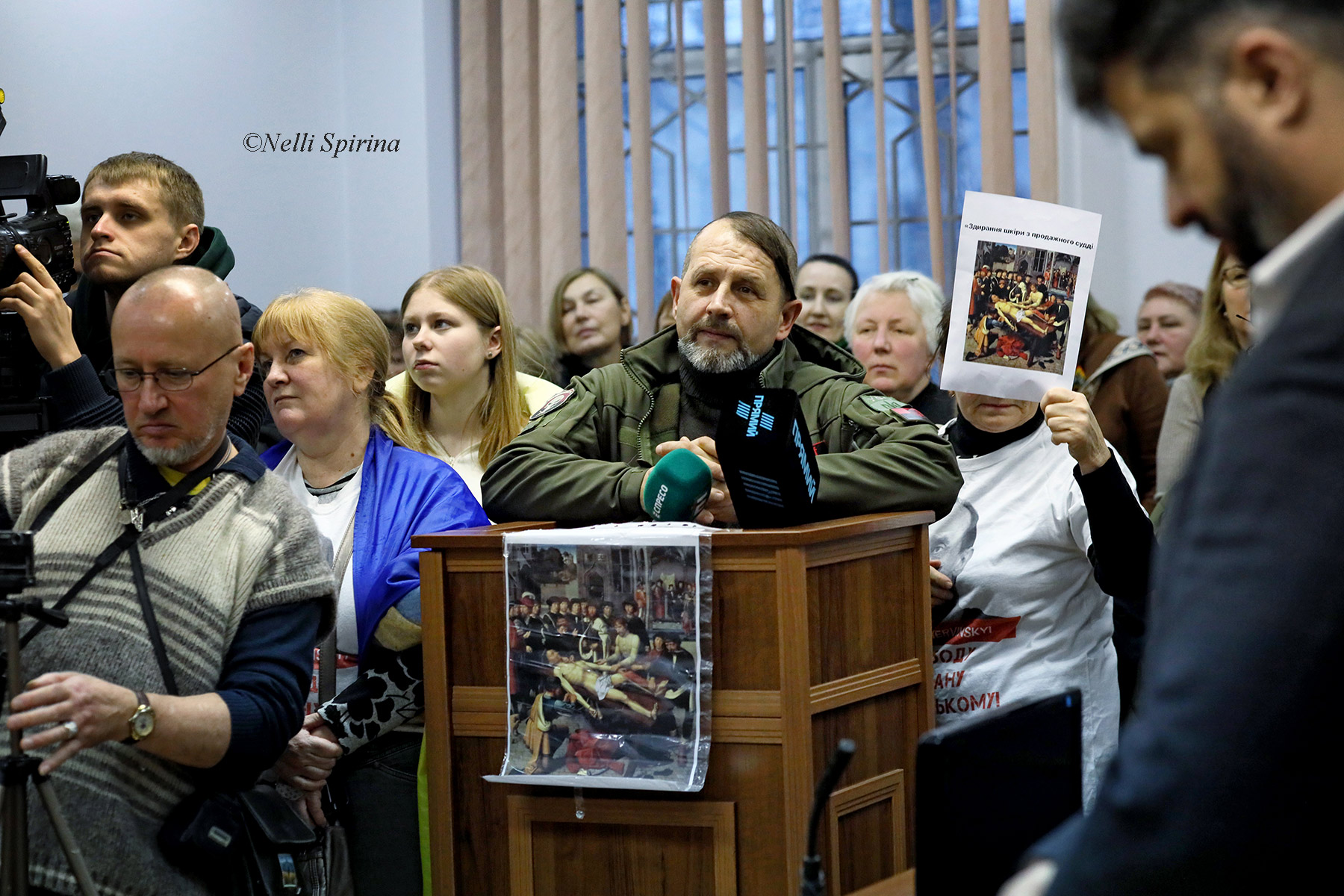
Колишній політв'язень кремля Володимир Балух у складі групи підтримки Романа Червінського в Апеляційному суді Києва. 3.01.2024.
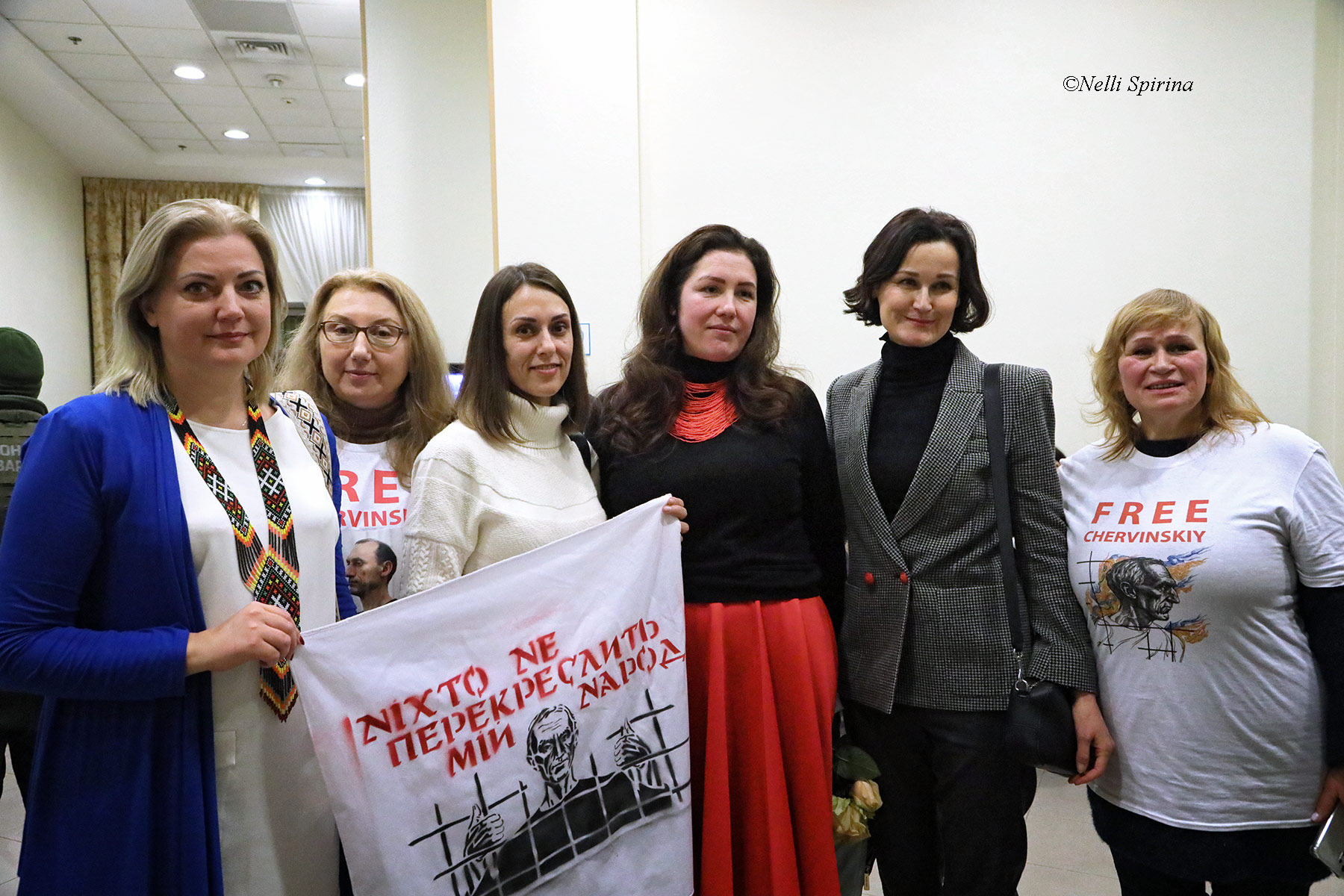
Актриса Наталья Васько, дружина та сестра Романа Червінского і його група підтримки в Апеляційному суді Києва. 25.01.2024.
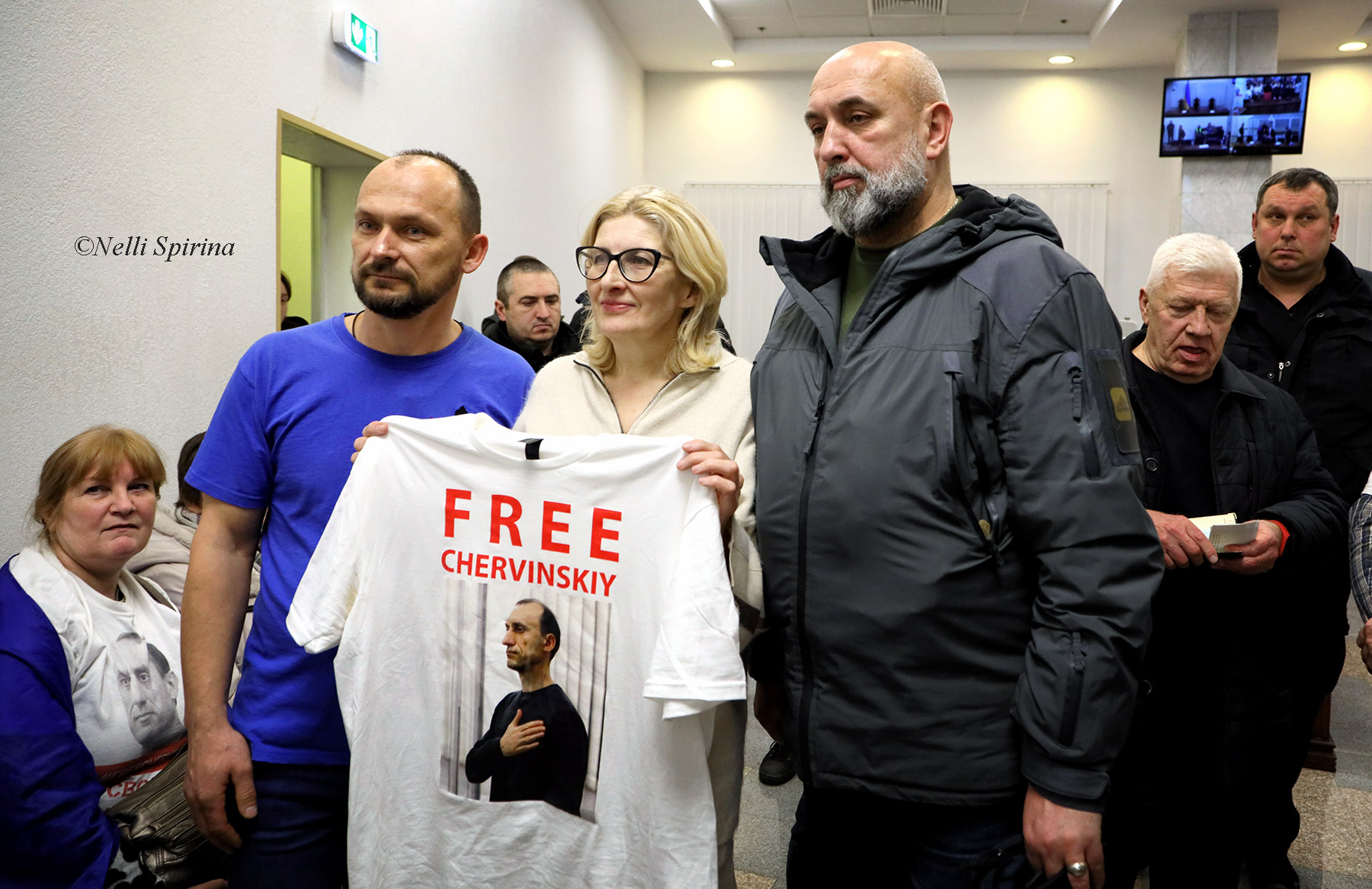
Волонтер Микола Помінчук, дружина правозахисника Степана Хмари Роксолана Хмара та генерал-майор Сергій Кривонос у складі групи підтримки Романа Червінського в Апеляційному суді Києва. 25.01.2024.
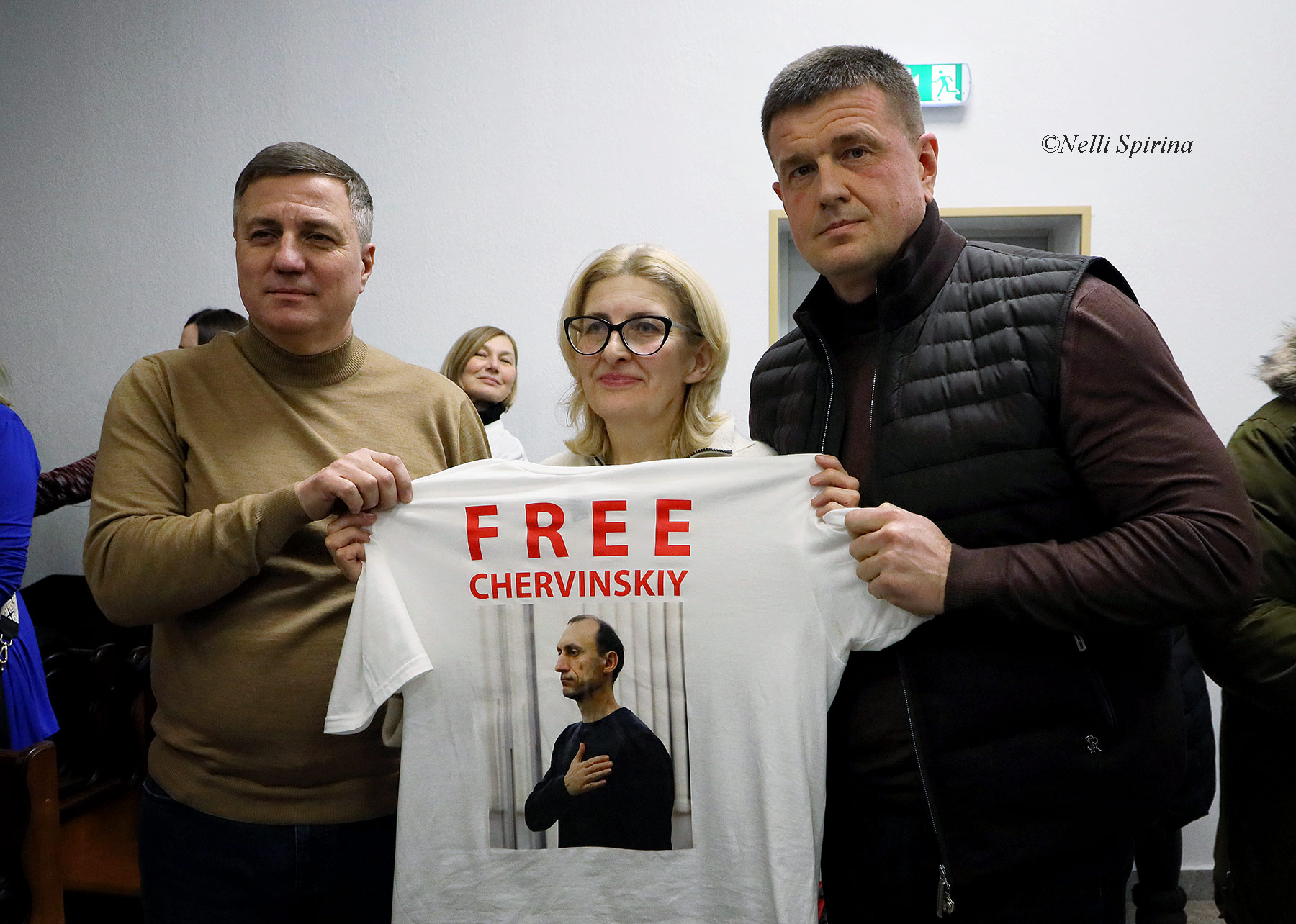
Народний депутат України IV-VII скликань Микола Катеринчук, дружина правозахисника Степана Хмари Роксолана Хмара та генерал-полковник Василь Бурба у складі групи підтримки Романа Червінського в Апеляційному суді Києва. 25.01.2024.
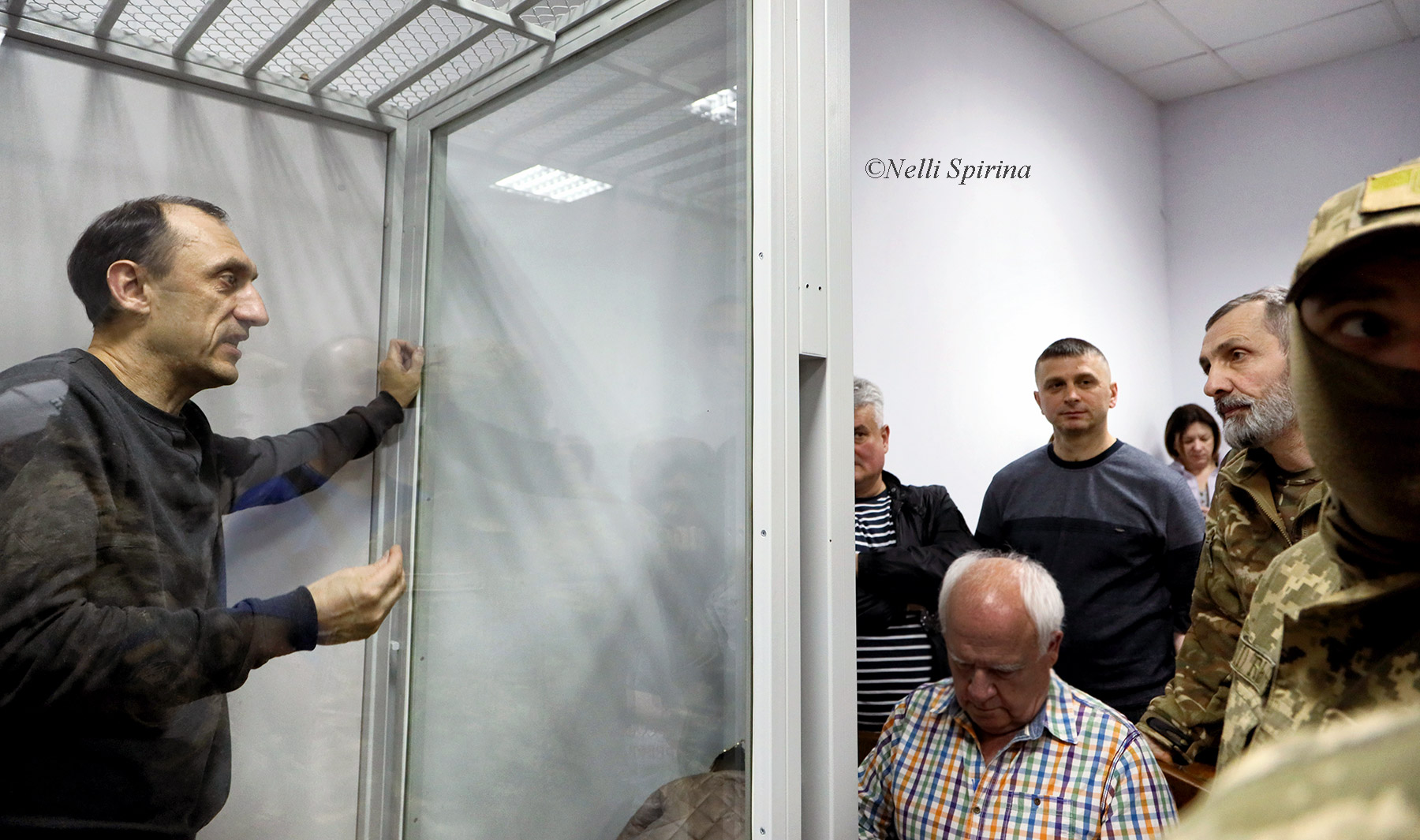
Капелан Олександр Мішура на судовому засіданні по справі Романа Червінського в Шевченківському суді Києва. 5.04.2024.
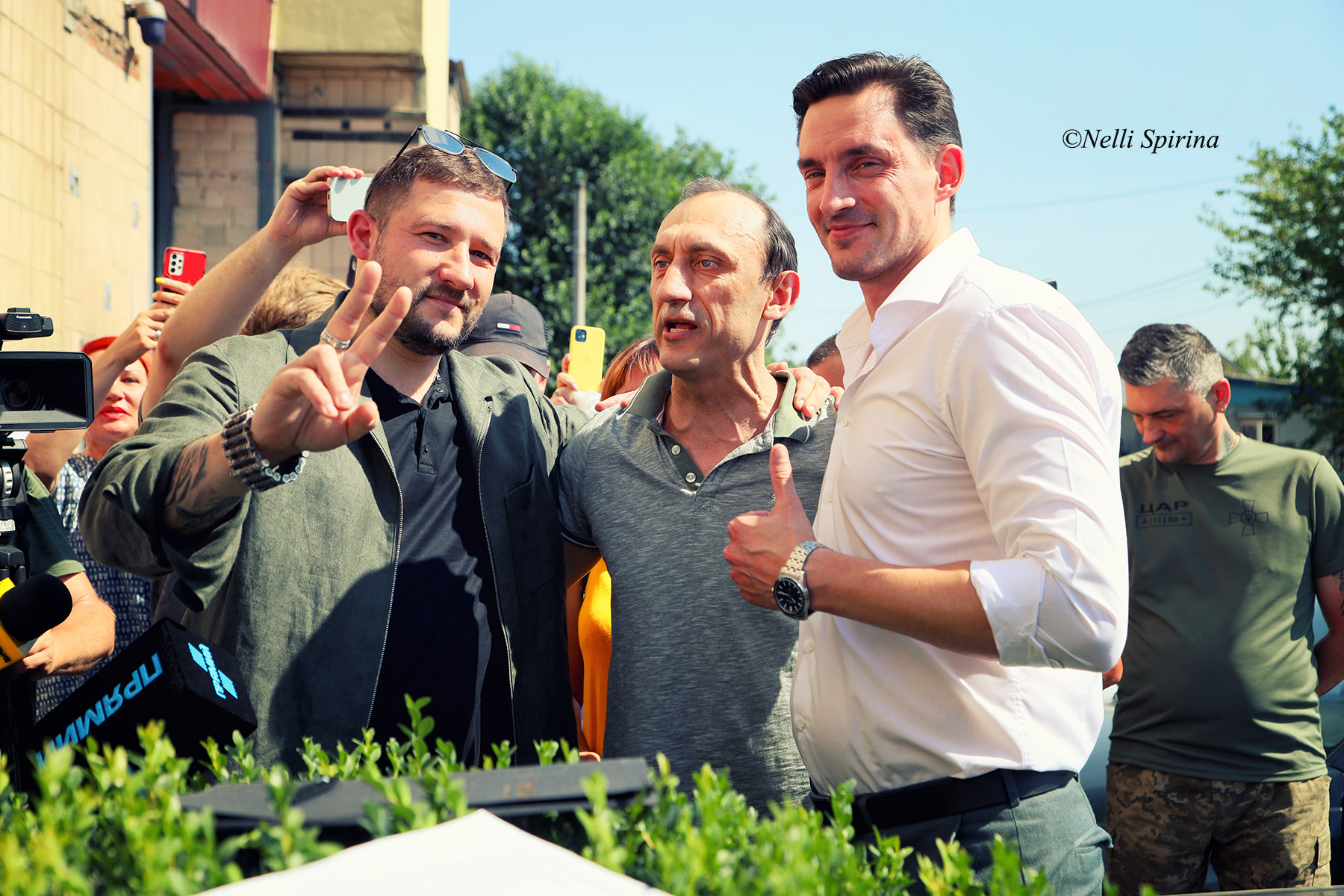
Роман Червінський зі своїми адвокатами під стінами Кропивницького СІЗО після того, як його відпустили під заставу. 17.07.2024.
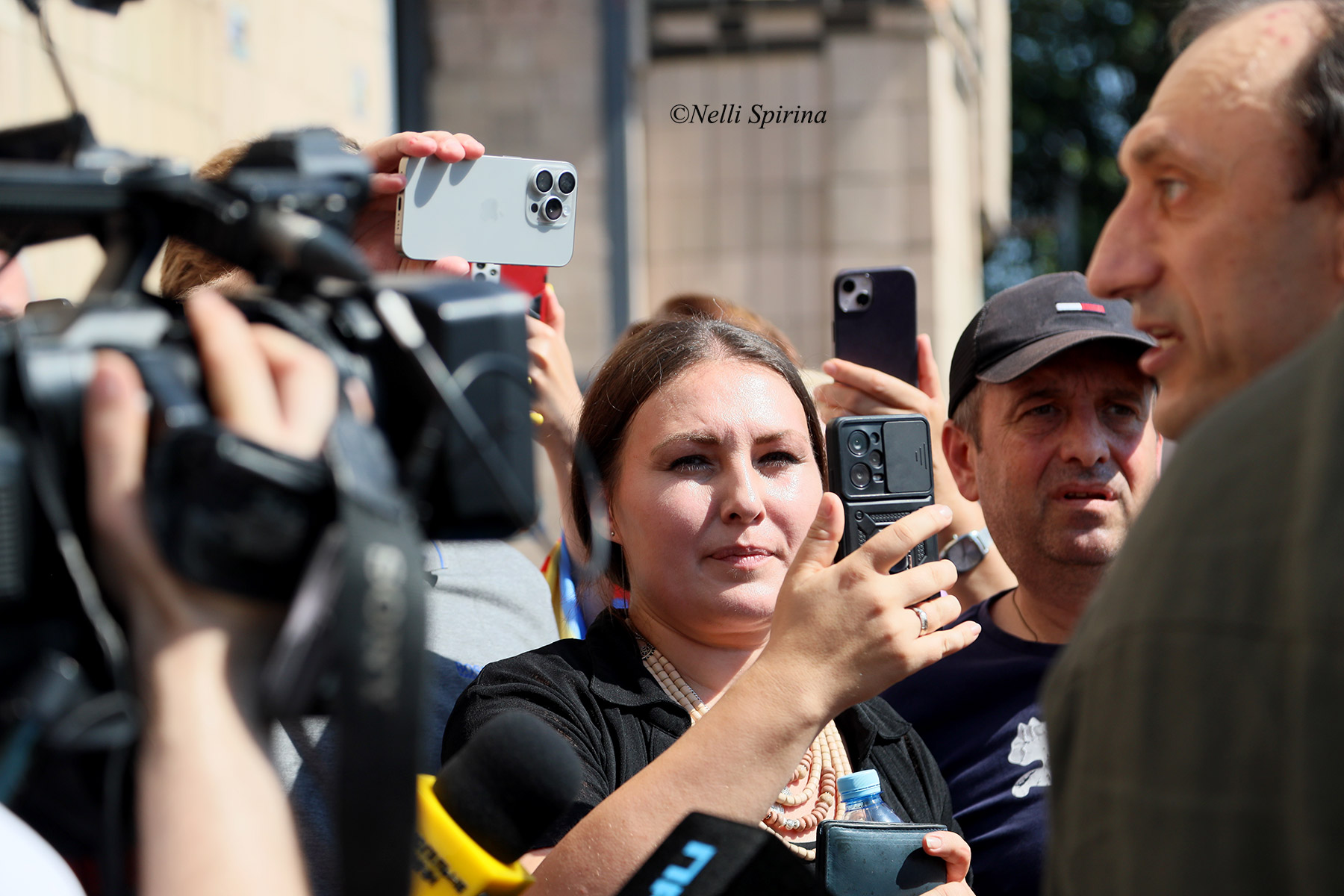
Народний депутат Софія Федина і Роман Червінський під стінами СІЗО Кропивницького після того, як Романа відпустили під заставу. 17.07.2024.
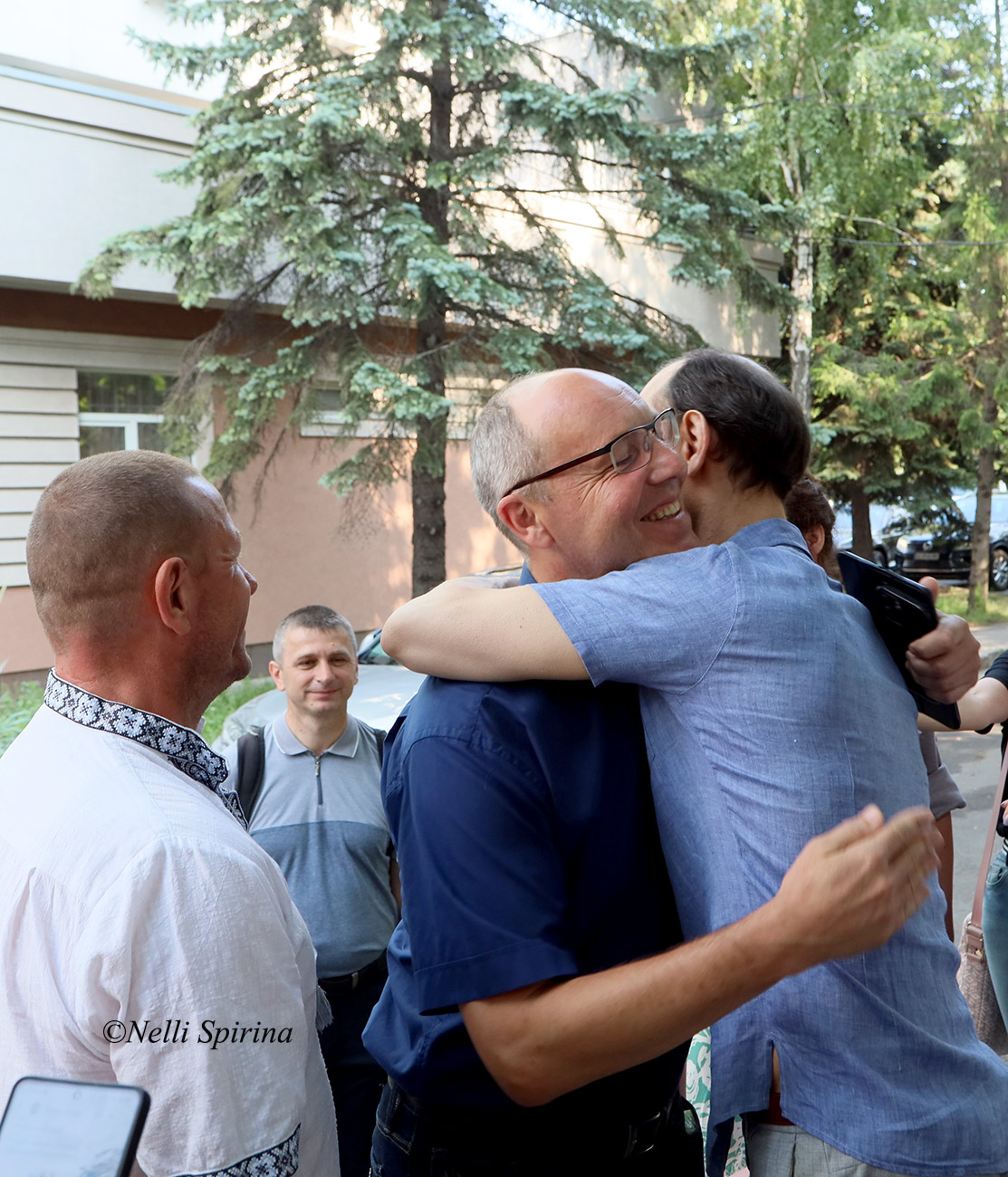
Колишній Голова Верховної Ради, нині Народний депутат Андрій Парубій та Народний депутат Михайло Бондар з Романом Червінським перед засіданням в Шевченківському суді Києва на наступний день після звільнення під заставу. 18.07.2024.
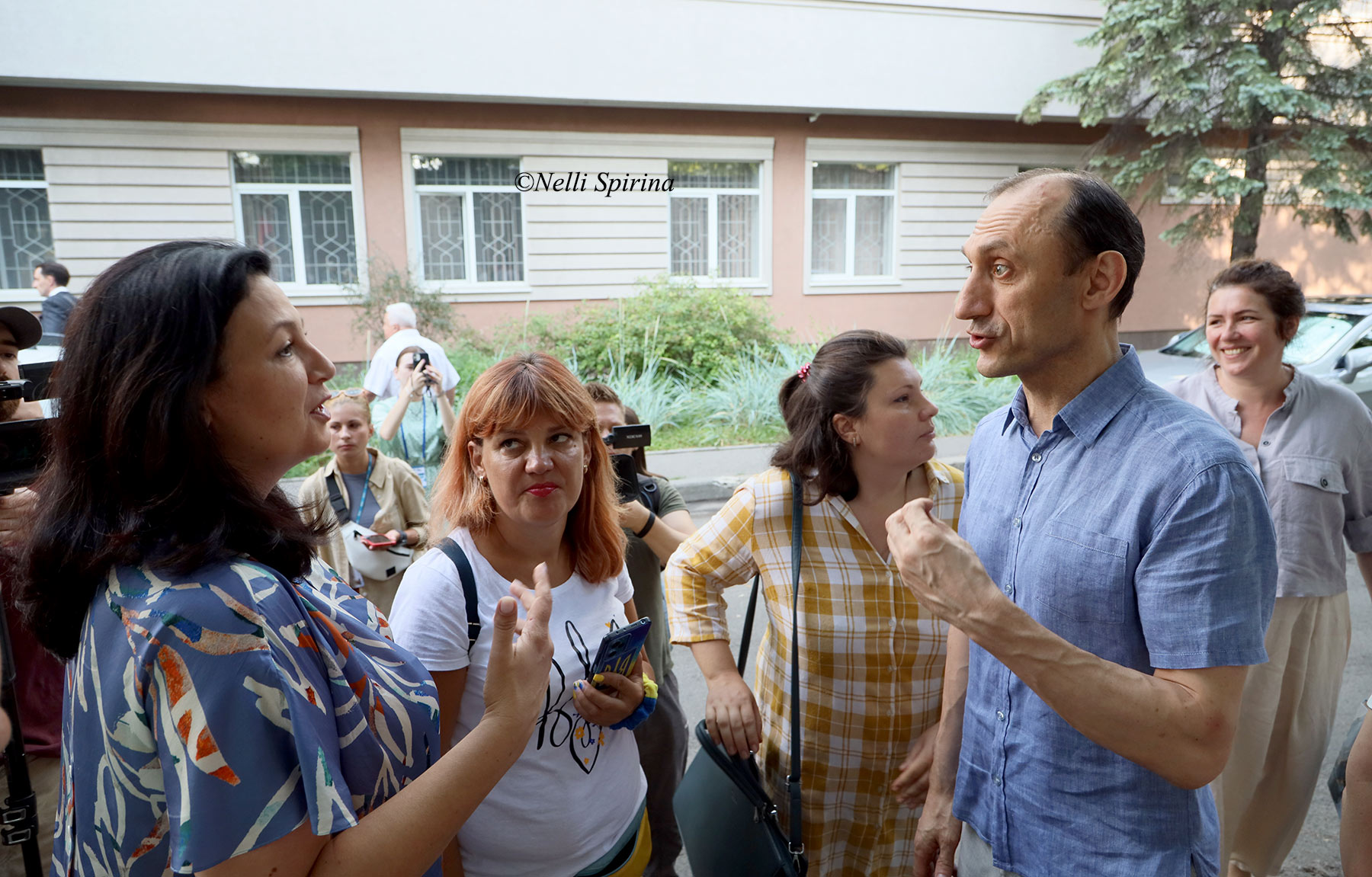
Народний депутат Іванна Климпуш-Цинцадзе і Роман Червінський перед засіданням в Шевченківському суді Києва на наступний день після звільнення під заставу. 18.07.2024.
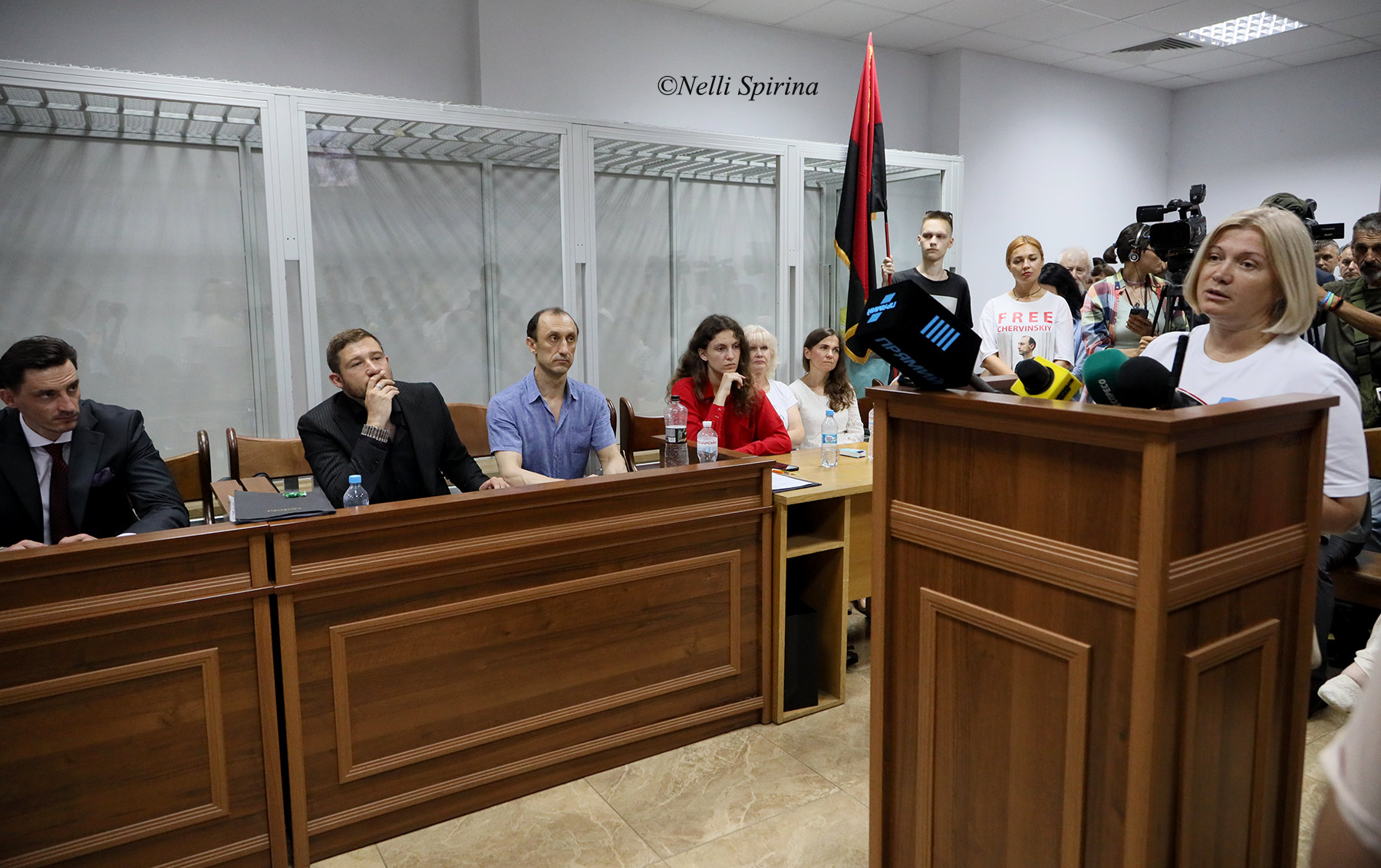
Колишня перша заступниця Голови Верховної Ради, нині Народний депутат Ірина Геращенко виступає в Шевченківському суді Києва. 18.07.2024.
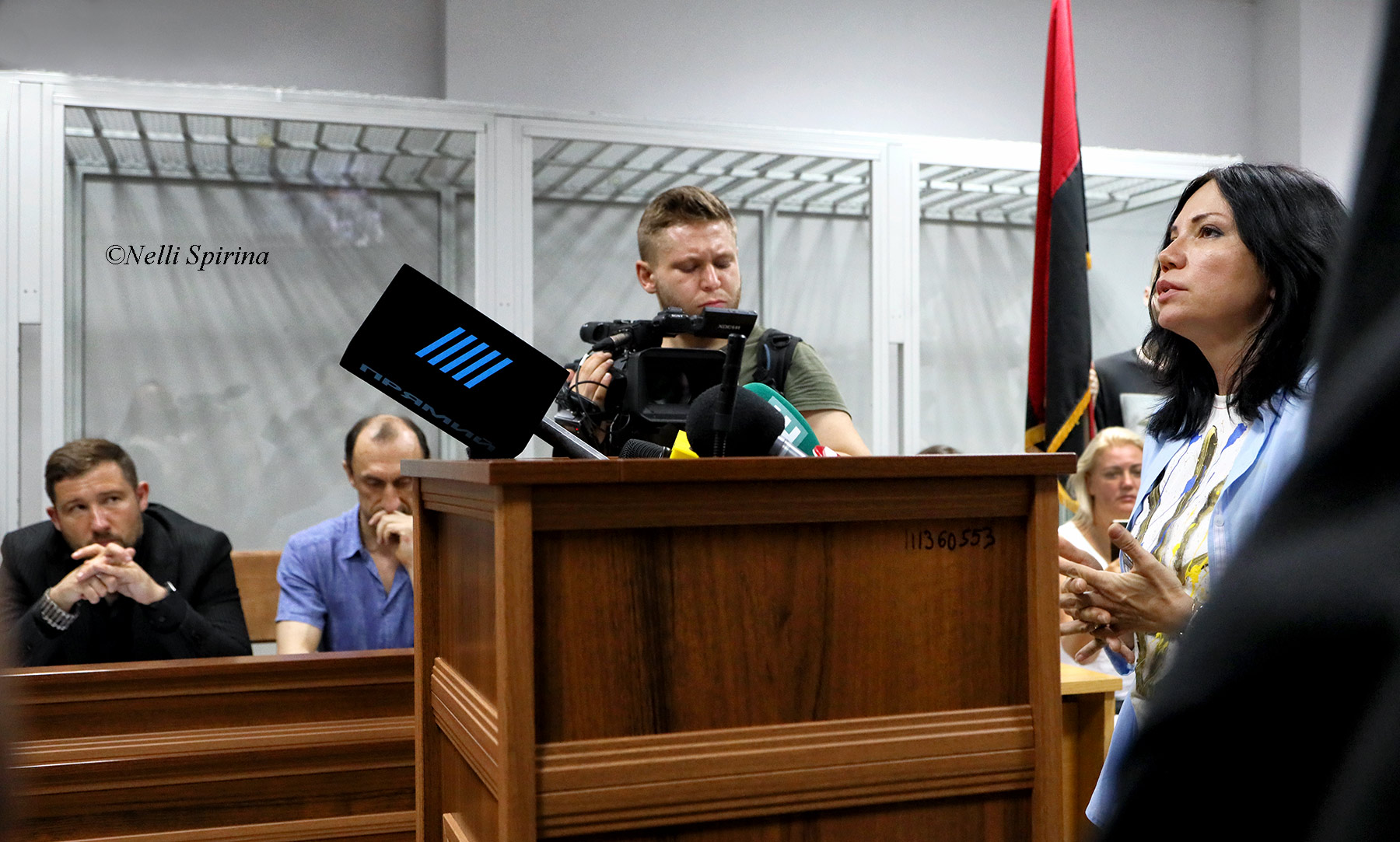
Народний депутат Вікторія Сюмар виступає на засіданні по справі Романа Червінського в Шевченківському суді Києва. 18.07.2024.
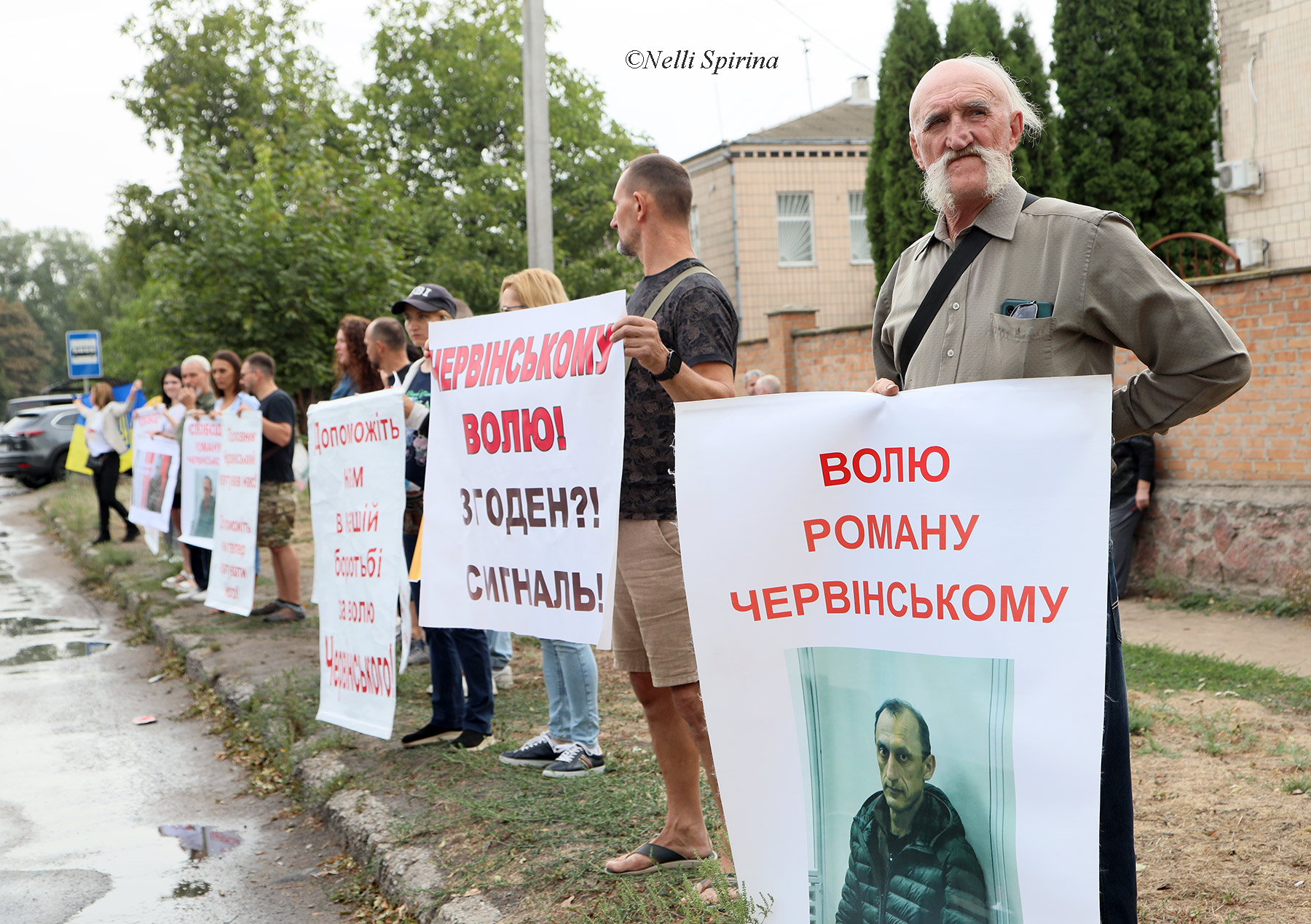
Група підтримки Романа Червінського в очікуванні закінчення закритого судового засідання в місті Кропивницький. 4.09.2024.
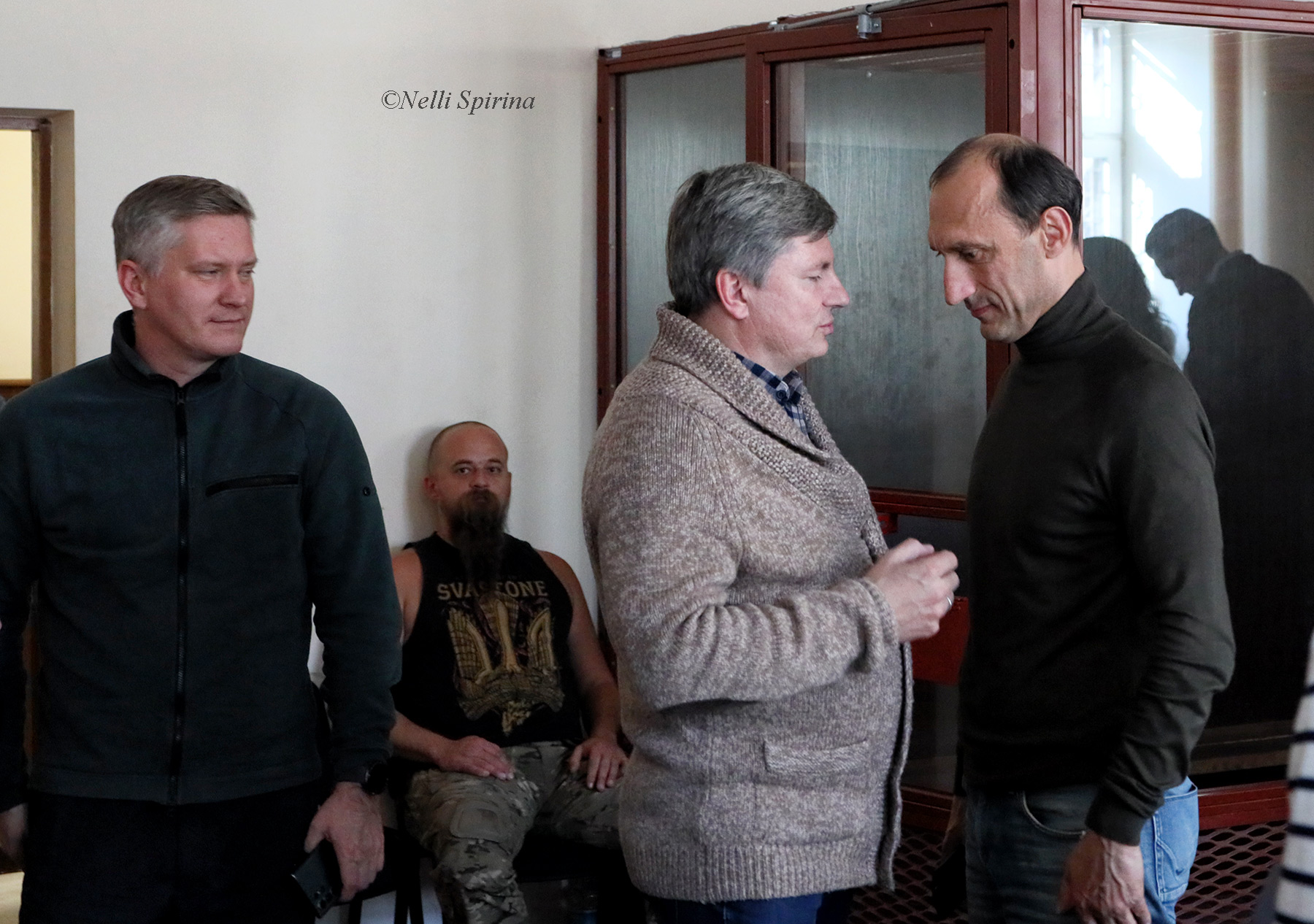
Народний депутат Максим Саврасов, захисник України Сергій Янюк ("Латиш"), Народний депутат Артур Герасимов та Роман Червінський в Печерському суді Києва. 7.11.2024.
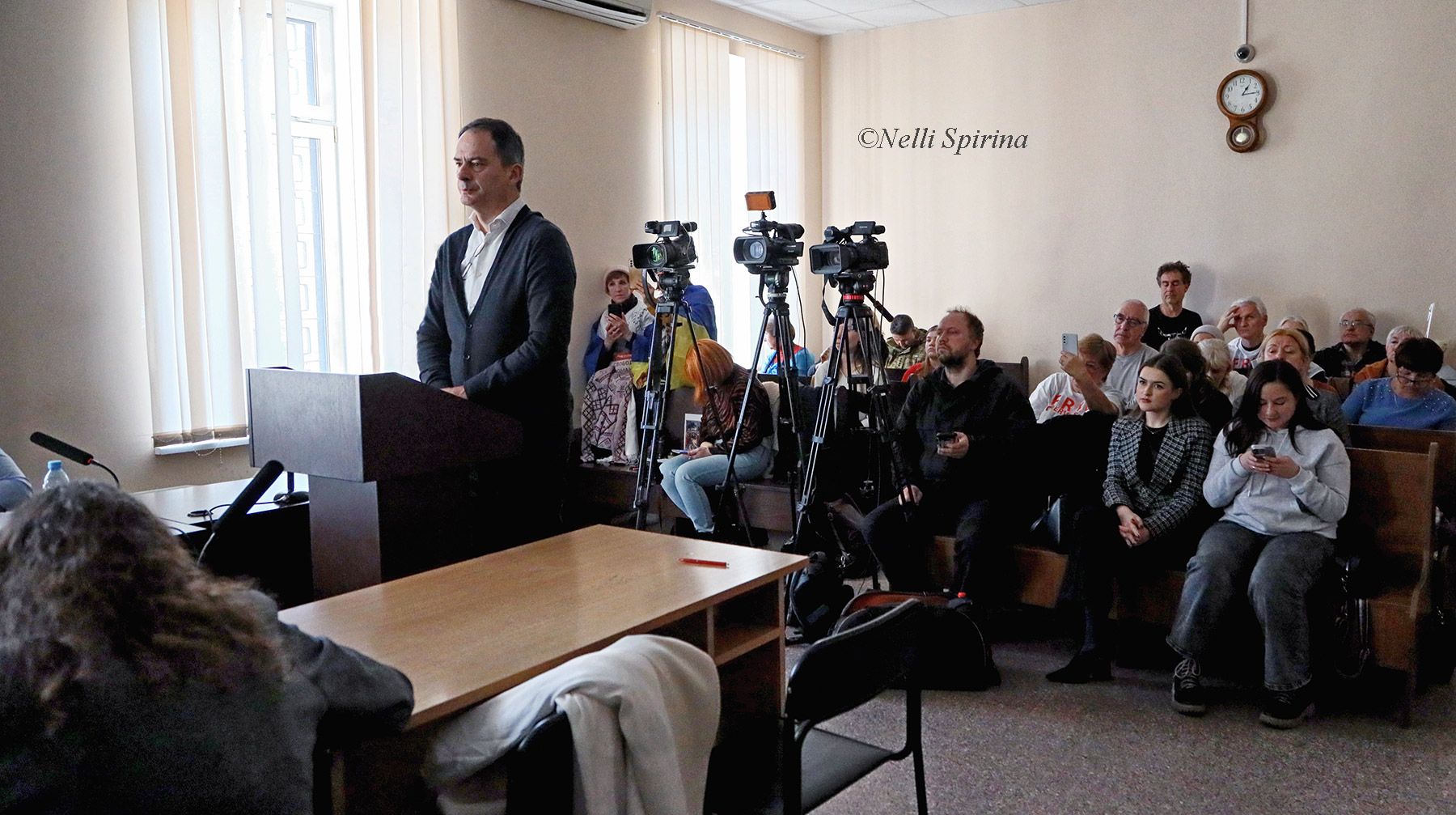
Болгарский журналіст-розслідувач Христо Грозєв заявляє в Печерському суді Києва, що приїхав в Київ щоб взяти Романа Червінського на поруки. 7.11.2024.
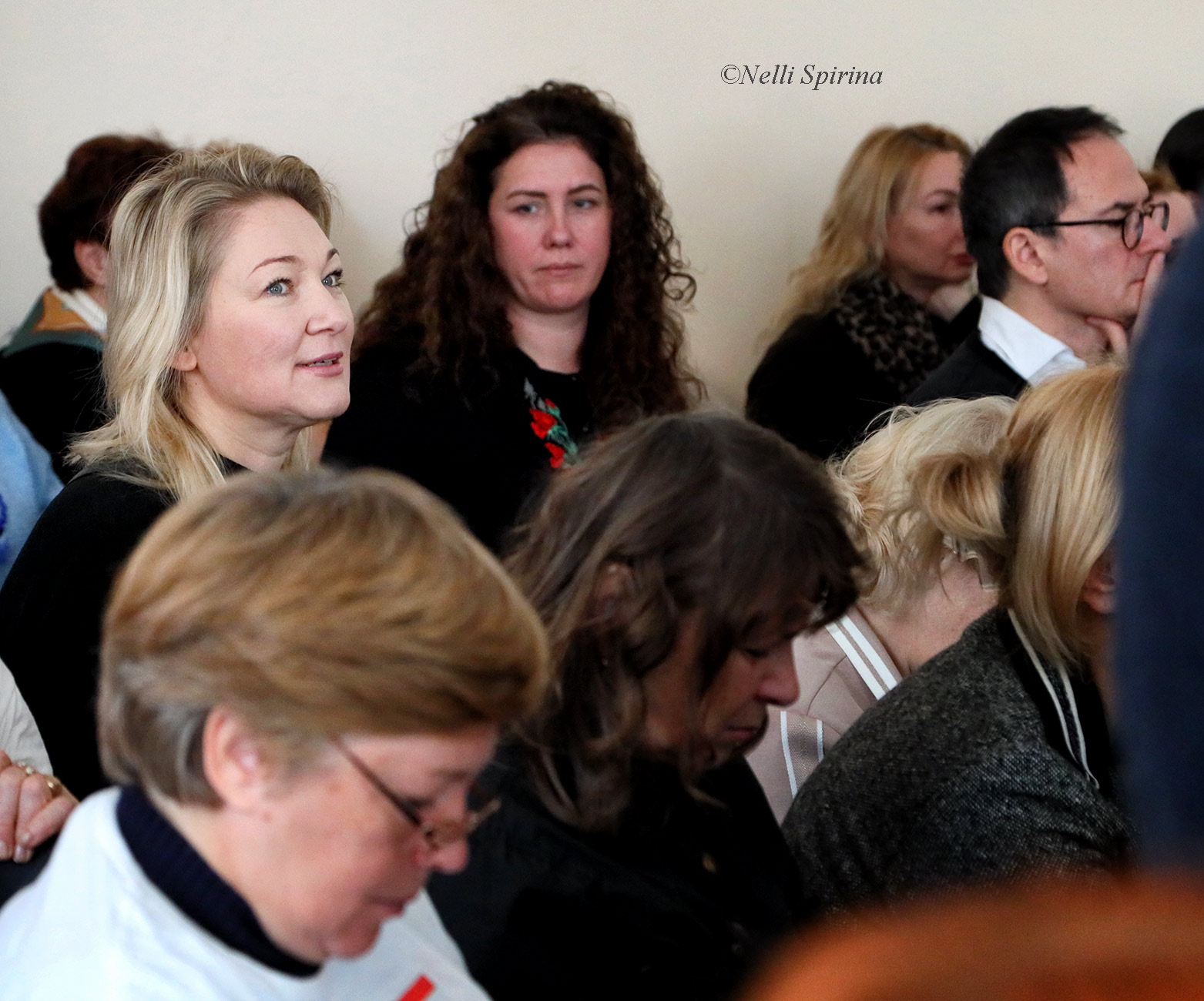
Народний депутат України Марія Іонова, Ольга Червінська та болгарський журналіст-розслідувач Христо Грозєв  в Печерському суді Києва 7.11.2024.
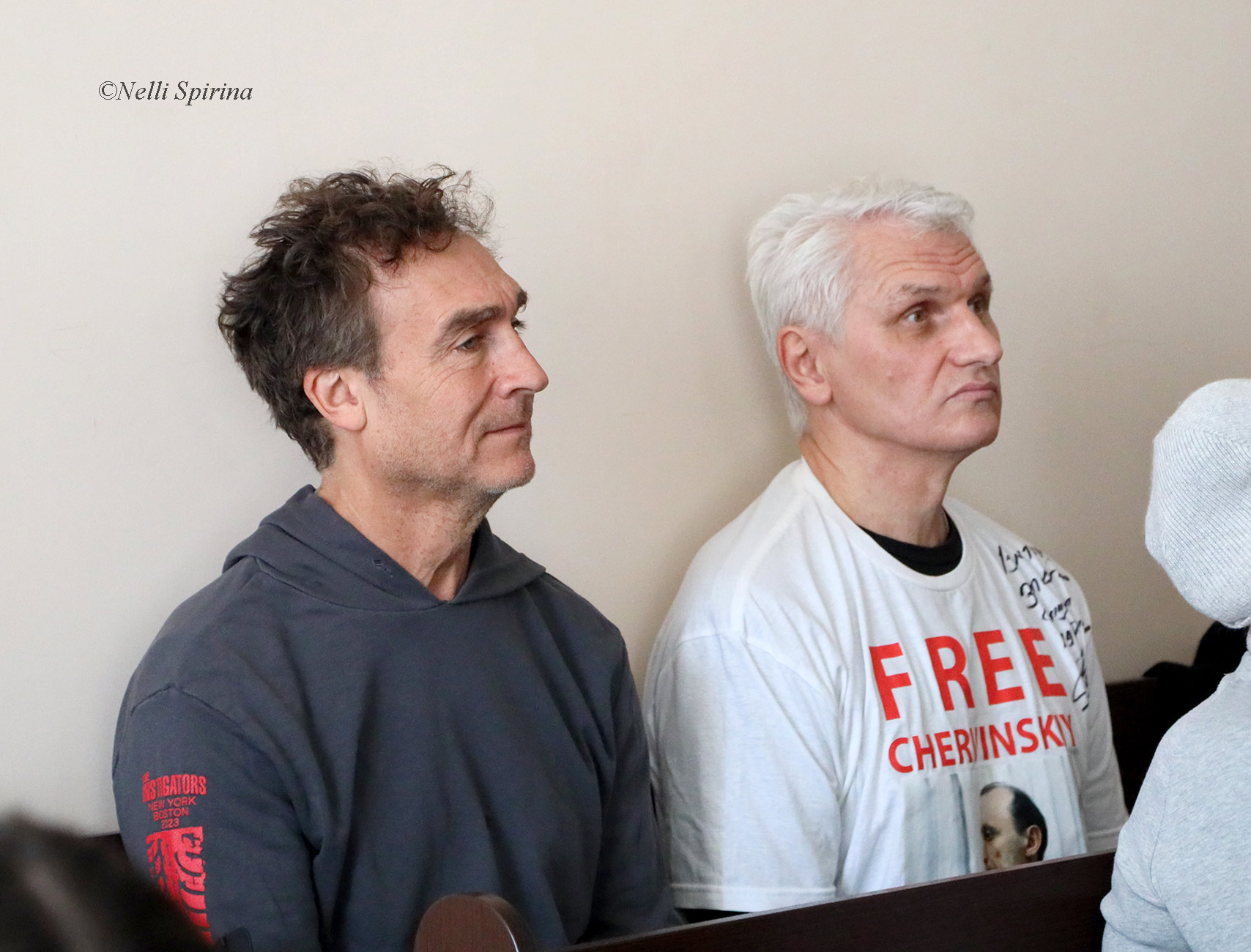
Американський режисер і кінопродюсер Даг Лайман приїхав підтримати Романа Червінського. Печерський районний суд Києва. 7.11.2024.
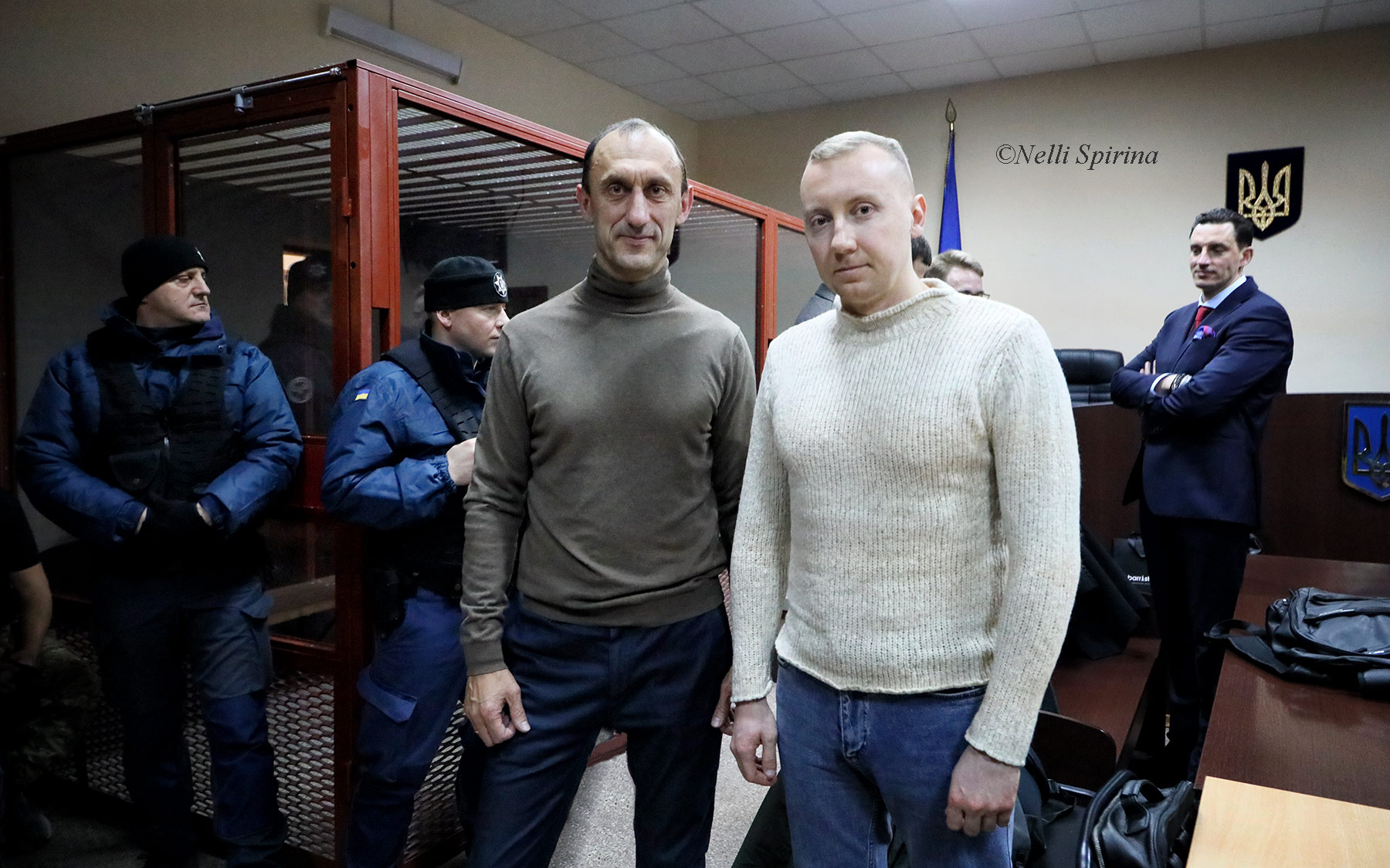
Роман Червінський та письменник, журналіст і правозахисник Станіслав Асєєв у Печерському суді Києва. 10.12.2024.

### 2025 рік

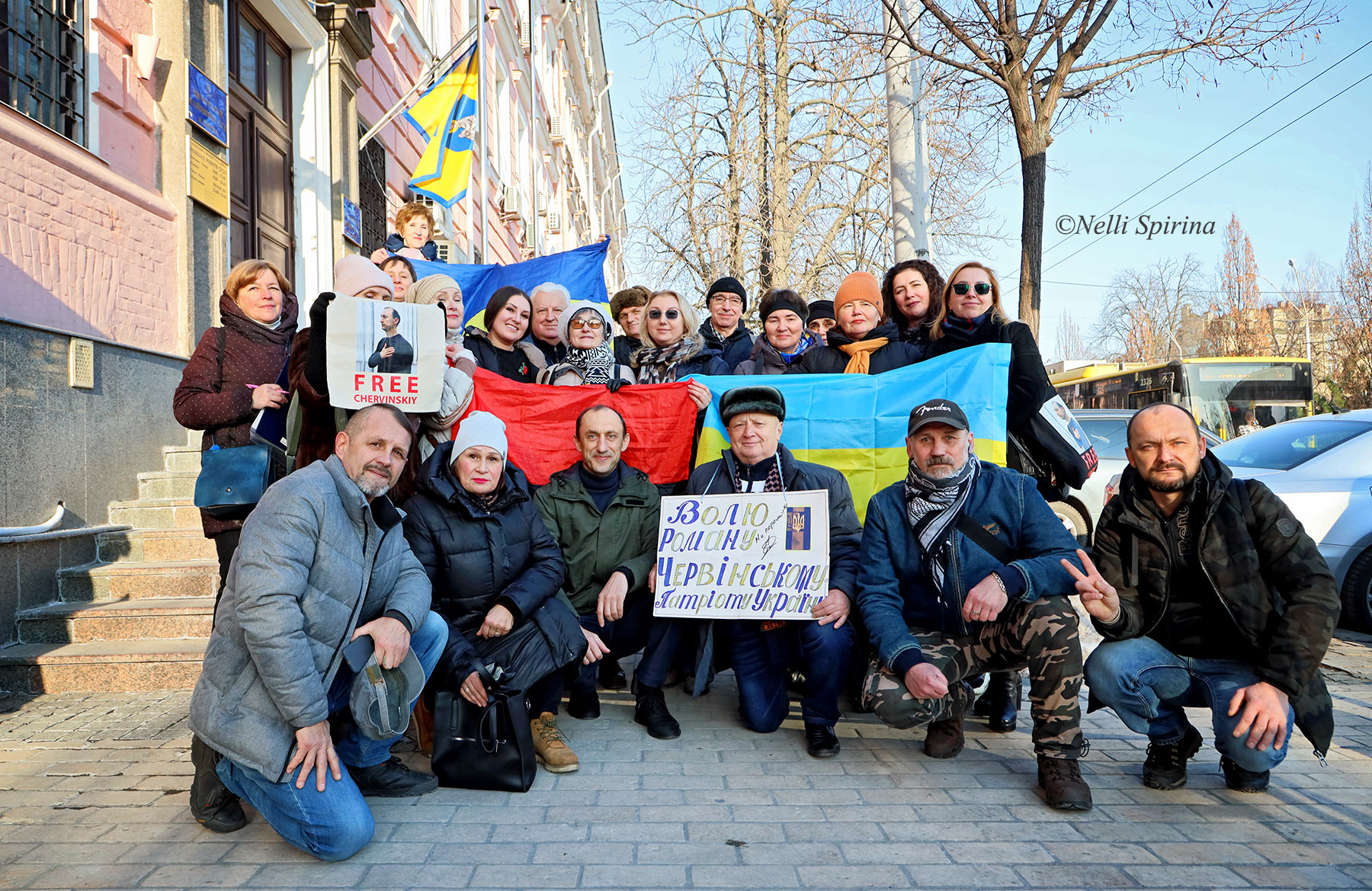
Група підтримки Романа Червінського біля Печерського суду Києва. Серед членів групи Народний депутат Софія Федина та в'язень Кремля Володимир Балух. 25.02.2025.
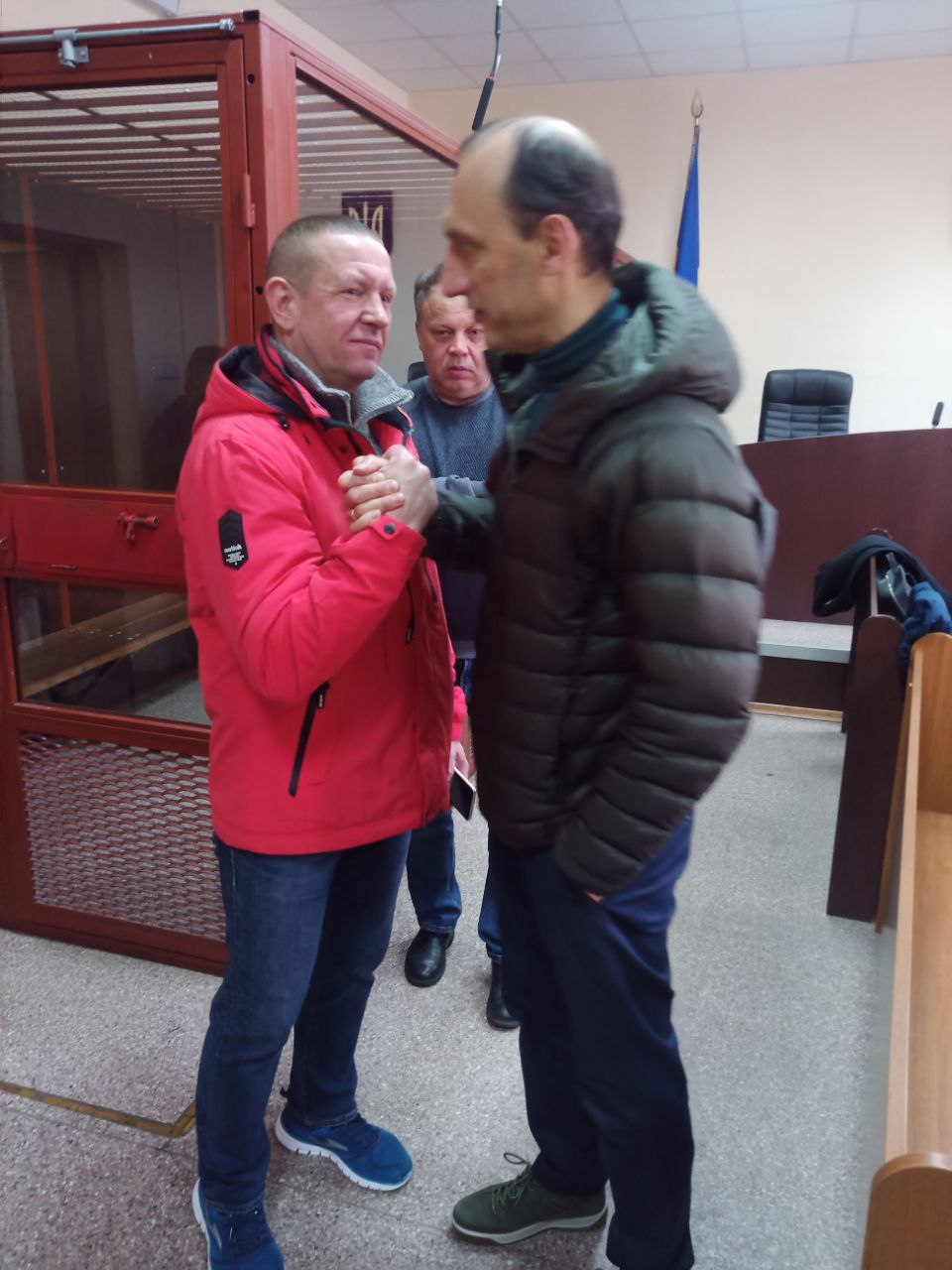
Народний депутат Михайло Бондар спілкується з Романом Червінським у Печерському районному суді Києва. 19.03.2025.
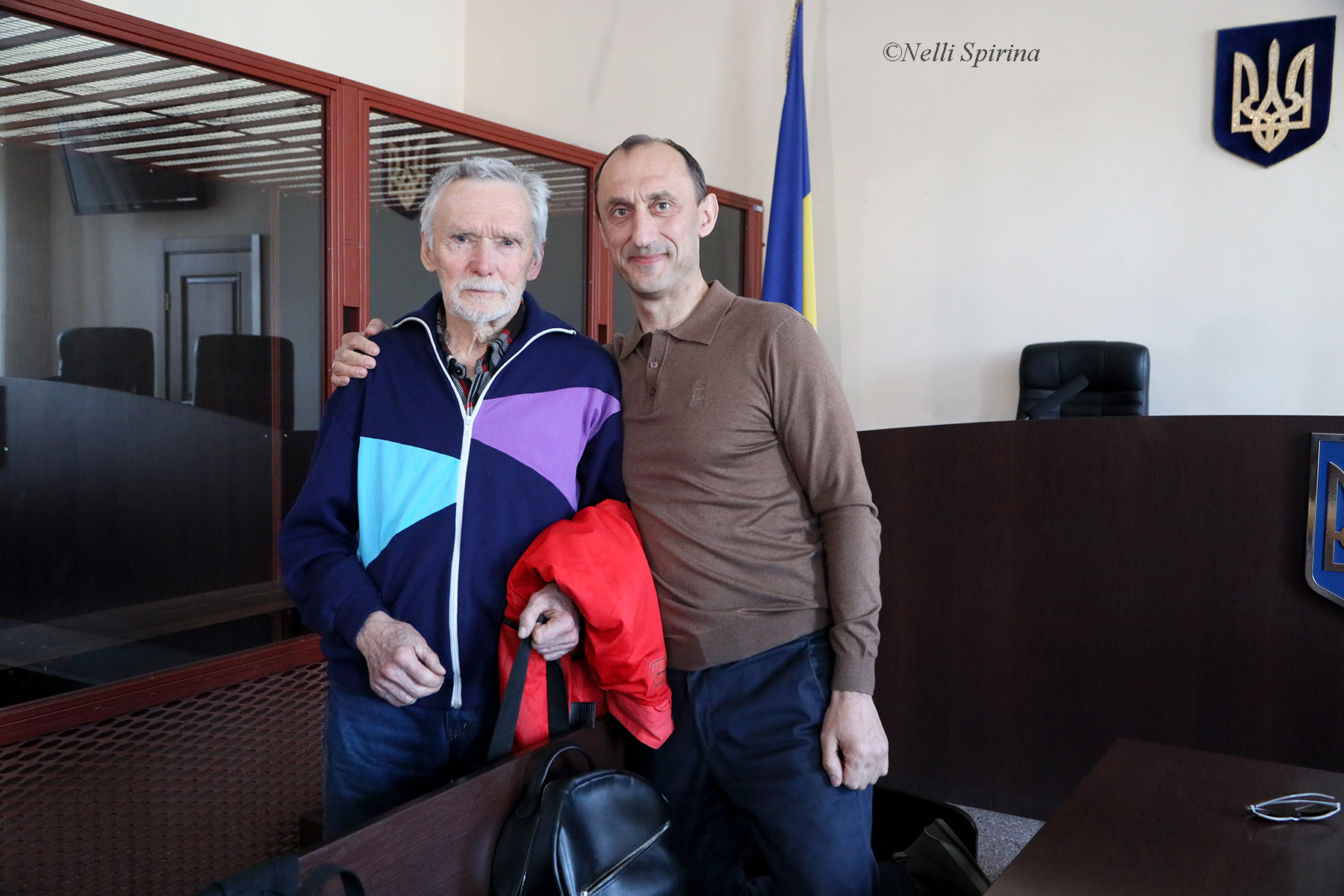
Український мандрівник, науковець, письменник Валерій Петущак з Романом Червінським у Печерському районному суді Києва. 14.04.2025.
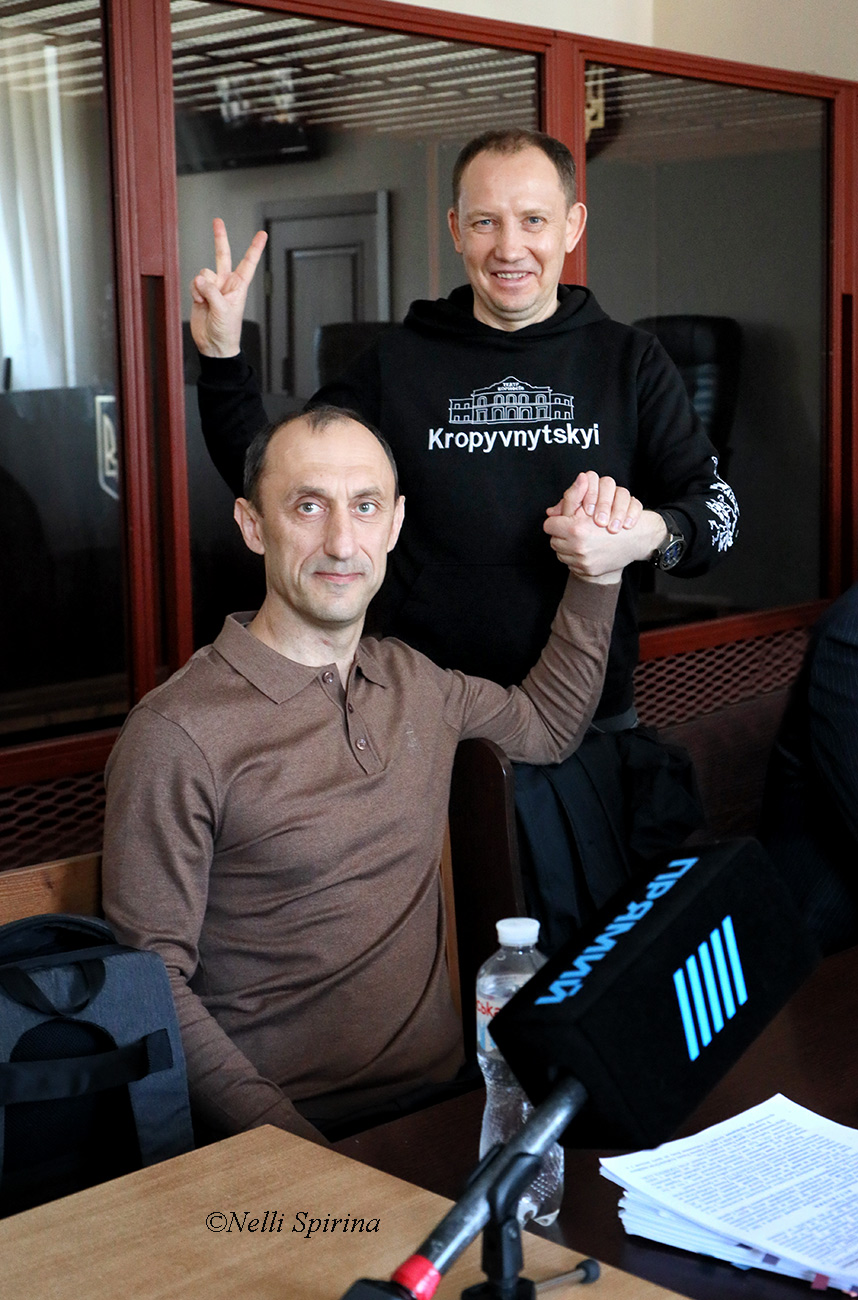
Доктор історичних наук, краєзнавець, волонтер, Юрій Митрофаненко з Романом Червінським у Печерському районному суді Києва. 14.04.2025.
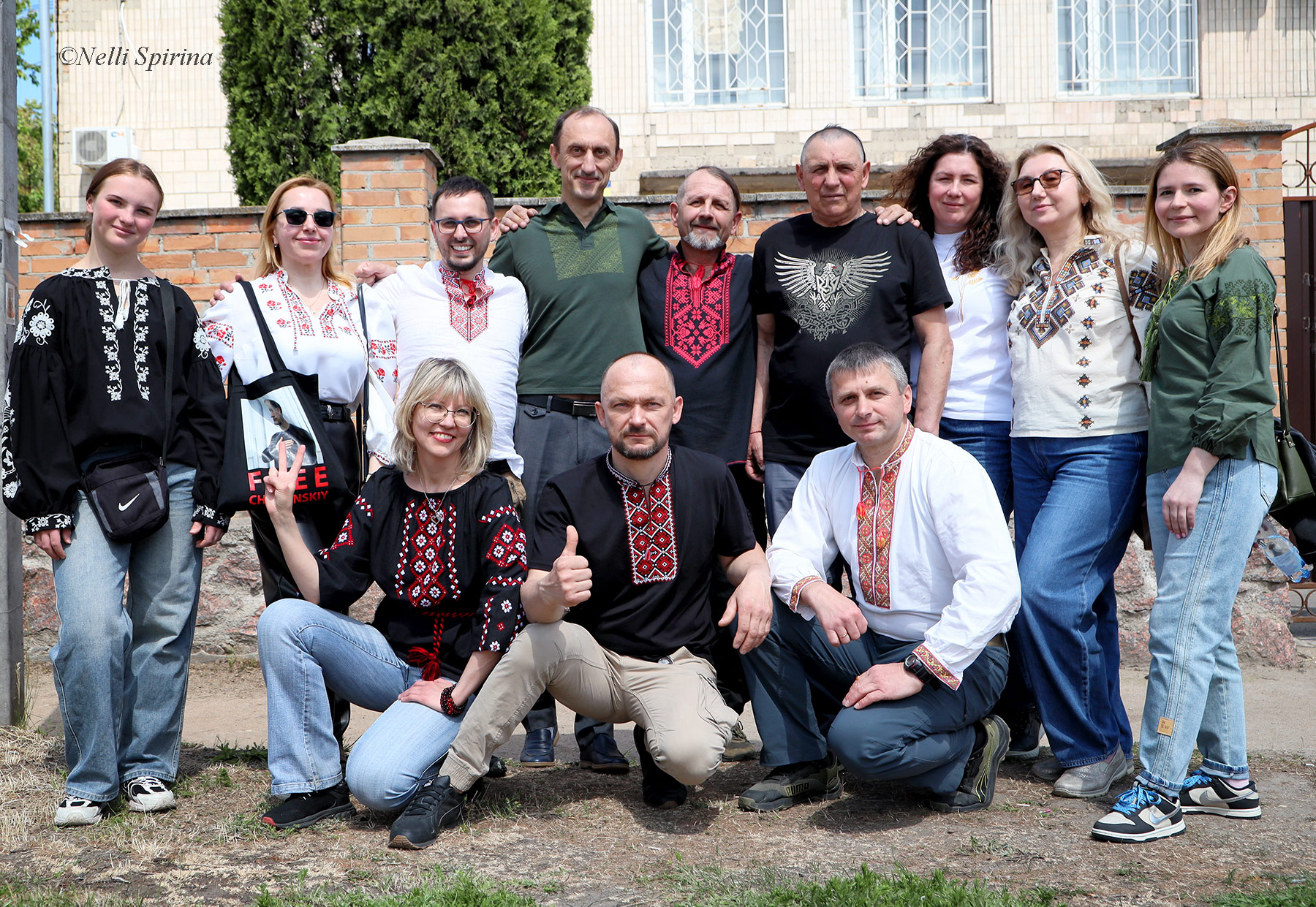
Роман Червінський з групою підтримки перед засіданням Кіровоградського районного суду в День вишиванки. 15.05.2025.
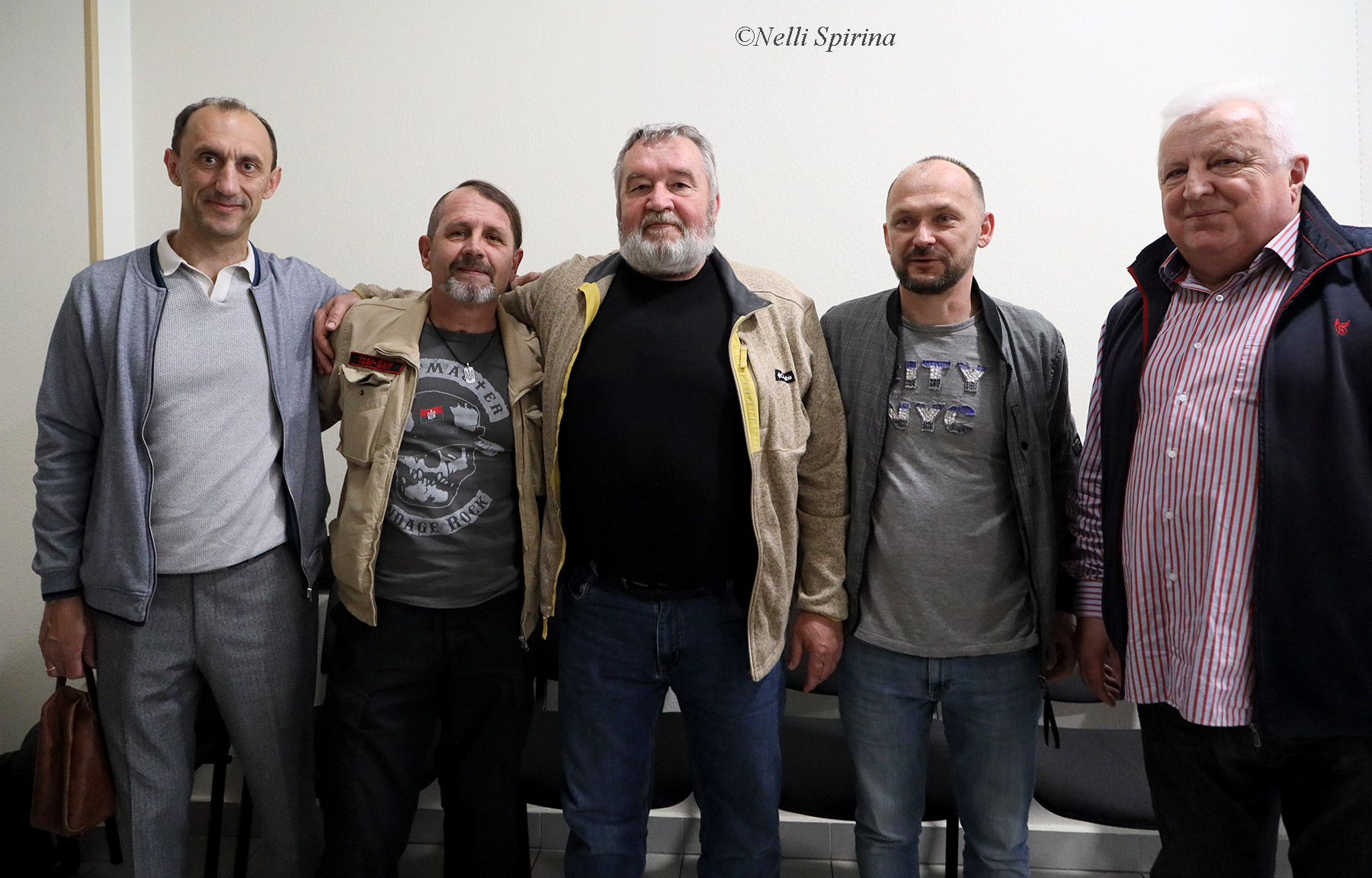
Роман Червінський, Володимир Балух, полковник Ілля Лапін та члени групи підтримки в Апеляціному суді Києва. 20.05.2025.

## Нагороди та відзнаки

### Державні нагороди
- Орден Богдана Хмельницького II ступеня
- Орден Богдана Хмельницького III ступеня
- Орден «За мужність» III ступеня
- Медаль «За військову службу Україні»
- Медаль «За бездоганну службу» III ступеня

### Відзнаки СБУ
- Медаль «Ветеран служби»
- Медаль «20 років сумлінної служби»
- Медаль «15 років сумлінної служби»
- Медаль «10 років сумлінної служби»
- Нагрудний знак «За доблесть»
- Нагрудний знак «Хрест Доблесті» II ступеня

### Відзнаки ГУ розвідки Міністерства оборони України
- Медаль «За сприяння воєнній розвідці України» II ступеня

### 2021
- Зрада заради «просто перестать стрелять». Bellingcat розказав про те, як Зеленський злив «справу Вагнера» // Еспресо TV, 17 листопада 2021
- Симфонія Вагнера для баяна з оркестром. Частина 1 / Анатолій Новосельцев // «Naspravdi.Today», 19 листопада 2021
- Симфонія Вагнера для баяна з оркестром. Частина 2 / Анатолій Новосельцев // «Naspravdi.Today», 22 листопада 2021
- Нас зрадив Зеленський: полковник ГУР про зрив спецоперації із затримання «Вагнерівців» // Прямий, 23 грудня 2021
- Пороблено на вулиці Електриків, 33 / Анатолій Новосельцев // bastion.tv, 14.12.2021 12:15

### 2023
- Шпигунські ігри та Роман Червінський. Як український офіцер хотів вкрасти російський літак, але закінчилось це трагічно // BBC, 21 квітня 2023
- Екс-розвідника Романа Червінського заарештували на два місяці / Андрій Стець // Zaxid.net, 25 квітня 2023 19:55
- Офіцера Червінського затримано у справі про обстріл окупантами аеродрому «Канатове» на Кіровоградщині // Цензор.нет, 24 квітня 2023
- Канатове. Хто насправді винен в ударах по аеродрому? / волонтер Дмитро Завражний // Без цензури // Цензор.нет, 29 квітня 2023

### 2024
- Судові баталії розвідника. Відповіді на 10 головних питань про справу Червінського / Олег Черниш // BBC Україна, 24 квітня 2024 року.
- Червінський "зробив" Банкову! Як полковник СБУ обʼєднав суспільство та опозицію / Марина Данилюк-Ярмолаєва // Еспресо, 17 липня 2024 року
- Інтерв'ю з Червінським // Телеканал Прямий, 25 липня 2024 року.
- Розвідник Роман Червінський: «Канатове», і «вагнерівці» — успішні операції. Я б від них ніколи не відмовився / Софія Середа // Українська правда, 29 липня 2024 року
- Свобода з Червінським! // YouTube

### 2025
- Дело эксразведчика: Червинский рассказывает новые детали. Эксклюзив // Радіо Свобода, 4 квітня 2025 року.